# Side (Pamphylien)
Side (altgriechisch Σίδη bzw. CIΔHTΩN NЄΩKOPΩN) war eine Stadt in der antiken Landschaft Pamphylien. Sie zählt zu den archäologischen Stätten, die einen besonders anschaulichen Überblick auf die urbane Infrastruktur einer antiken Stadtanlage bieten. Die Stadt liegt rund 60 km östlich von Antalya (altgriechisch Ἀττάλεια Attáleia) in der Südtürkei. In der Nähe mündet der Fluss Manavgat Nehri (altgriechisch Μέλας Melas). Die auf einer Halbinsel gelegene Stadt war jahrhundertelang eine wohlhabende Handels- und Wirtschaftsmetropole mit geschätzt bis zu 40.000 Einwohnern.
Um 900 n. Chr. haben die Bewohner die Stadt verlassen und sind nach Antalya übergesiedelt. Das Stadtgebiet blieb rund ein Jahrtausend sich selbst überlassen, so dass in dieser Zeit kaum in die antike Bausubstanz eingegriffen wurde. Die heute sichtbaren archäologischen Reste datieren in die römische bis byzantinische Zeit.
Der heutige Ort, offiziell Selimiye genannt, wurde erst um 1900 von einer Gruppe muslimischer Auswanderer aus Kreta besiedelt. Die wissenschaftliche Untersuchung der Ruinenstätte begann etwa zur gleichen Zeit und blieb zunächst sporadisch. 1947 bis 1973 fanden dann umfassende Grabungen durch die Archäologische Abteilung der Universität Istanbul unter Leitung von Arif Müfid Mansel statt. Diese wurden 1974 bis 1976 unter Jale İnan und 1982 bis 2008 unter Ülkü İzmirligil fortgesetzt. 2009 bis 2019 leitete Hüseyin Sabri Alanyalı von der Anadolu Üniversitesi in Eskişehir die Grabungen, seither seine Frau Feriştah Alanyalı. 2020 lagen im Dorf etwa ein halbes Dutzend Grabungsflächen offen, unter anderem wurde ein Abschnitt der Kolonnadenstraße freigelegt. In Side findet das touristisch geprägte Leben inmitten ansehnlicher Ruinen statt und ähnelt dem lebhaften Treiben, wie wir es uns für eine antike Hafenstadt vorstellen müssen.

## Geschichte der Stadt

### Gründung
Das Gebiet von Side erstreckt sich auf eine felsige Halbinsel, die für die Schwemmebene von Pamphylien mit wenig Möglichkeiten für Hafenanlagen ideale Bedingungen bot. Nach der mythologischen Überlieferung wurde Side von Kyme aus im 7. oder 6. Jahrhundert v. Chr. besiedelt, der aeolischen Küstenstadt nördlich von Smyrna (Izmir), als viele Nebenkolonien in Kleinasien gegründet wurden. Sicherlich befand sich an dieser Stelle aber eine ältere Siedlung. Das vom Kirchenhistoriker Eusebios (3.–4. Jahrhundert) als Gründungsdatum genannte Jahr 1405 v. Chr. entbehrt jedoch jeder historischen Grundlage.
Der Name Side bedeutet Granatapfel; das Wort ist anatolischen Ursprungs. Es handelt sich um ein bekanntes Fruchtbarkeitssymbol, das uns auf den Münzen der Stadt von der Frühzeit bis in die römische Kaiserzeit begegnet. Die auf Münzen und durch Inschriften belegte indogermanische, dem Luwischen verwandte Sidetische Sprache ist vermutlich die ursprüngliche anatolische Sprache Pamphyliens. Der Befund spricht dafür, dass die Zahl der griechischen Siedler geringer war als in anderen Kolonien und sie ihre Sprache nicht durchzusetzen vermochten. Tatsächlich gibt es keinen Beweis für griechische Sprache vor der Eroberung des Perserreichs durch Alexander den Großen (334–323 v. Chr.), wodurch das Griechische Amtssprache im ganzen Osten wurde und die einheimischen Dialekte allmählich ausstarben. Griechische Steininschriften in Side lassen sich seit der Zeit um 300 v. Chr. nachweisen; auf Münzen begegnet das Griechische seit dem 2. Jahrhundert v. Chr.

### Hellenismus
Durch die Eroberung Alexanders wurde Side mit Pamphylien in die hellenistische Welt im östlichen Mittelmeerraum einbezogen. Pamphylien war nach dessen Tod zwischen Seleukiden und Ptolemäern umstritten, die Städte selbst blieben unabhängig. Dies zeigte sich 223 v. Chr., als der junge Antiochos III. einen Onkel namens Achaios aussandte, um Kleinasien wieder zu gewinnen, das in die Hände des Königs von Pergamon gefallen war. Bei der Auseinandersetzung zweier Städte (Selge, Pednelissos) bat Achaios verschiedene Städte um Hilfe. Aspendos war unter denjenigen, die Truppen schickten, die Leute von Side lehnten eine Antwort ab, „teils aus freundlicher Einstellung zu Antiochos, aber mehr aus Hass gegen Aspendos“. Die Städte handelten frei und aus eigenem Antrieb. Daran änderte sich auch in den folgenden Jahrzehnten wenig, die eher formelle Besitzwechsel brachten – von den Seleukiden zu Pergamon, von Pergamon zu Rom.
Im Römisch-Syrischen Krieg, 190 v. Chr., war Side Schauplatz einer Seeschlacht zwischen der Flotte von Antiochos III., die Roms alter Feind Hannibal kommandierte, und der von Rhodos, die für Rom focht. Side unterstützte Antiochos. Die Seeschlacht endete mit einem knappen Sieg der Rhodier. Bald danach wechselte Side die Seite und schloss einen Bündnisvertrag mit Rhodos. Durch das Mitkämpfen auf Seiten der Römer und deren Alliierter konnten die Sideten im Frieden von Apameia einen privilegierten Status für ihre Stadt gewinnen. Bei der Belagerung von Karthago unterstützte Side Scipio mit fünf Kriegsschiffen (147 v. Chr.). Die Bedeutung der Stadt in hellenistischer Zeit unterstreicht auch, dass Antiochos VII. in Side erzogen wurde und den Beinamen Sidetes annahm.

### Rom
Die Römer, die gegen Antiochos ihre Legionen nur widerstrebend über die Ägäis geschickt hatten, waren an der Südküste Kleinasiens nicht interessiert, bis ihre Aufmerksamkeit durch die wachsende Aktivität von Seeräubern hierher gelenkt wurde. Side war um 100 v. Chr. schwer in die Seeräuberei verwickelt, die immer mehr um sich griff. Strabon berichtet über die sogenannte „Piratenzeit“, wo Side den Seeräubern Märkte für den Verkauf der (auch menschlichen) Beute und Ankerplätze bot. Als im Jahre 67 v. Chr. Pompejus der Seeräuberei ein Ende setzte, beeilten sich die Bürger, ihren guten Namen wiederherzustellen, indem sie ihm ein stattliches Monument und eine Ehrenstatue errichten. Offenbar erfolgte keine Bestrafung durch den römischen Senat.
In der römischen Kaiserzeit blühte Side auf und wurde reich, wahrscheinlich wohlhabender als die meisten Städte im Osten, ohne eine größere geschichtliche Rolle zu spielen. Vom 1. bis Mitte des 3. Jahrhunderts, einer Ära großen Reichtums, war die Stadt Sitz des Provinzgouverneurs. Aus diesen Jahren stammen die meisten der erhaltenen Ruinen sowie die bei den Ausgrabungen festgestellten Bauwerke. Der große Hafen, der auch als Flottenstützpunkt diente, und die römischen Straßen brachten einen Aufschwung im Handel, besonders mit Ägypten. Die Stadt verfügte selbst über eine beachtliche Handelsflotte. Die eingeführten Güter gingen auf Karawanen in das zentrale Anatolien, die Ausfuhr bestand aus Olivenöl, Wein und Holz. Die Stadt blieb zudem ein Zentrum des Sklavenhandels.
Der Verfall der römischen Macht im 3. Jahrhundert führte zu einem Wiederaufleben der Seeräuberei. Die Stadt wurde von skythischen Freibeutern vom Schwarzen Meer her angegriffen und belagert; sie leistete erfolgreichen Widerstand. Hinzu kamen Einfälle der Isaurier aus den nördlichen Gebirgen. Folge war sicher eine Verarmung des Landes wie der Stadt. Ob in Side jedoch im 4. Jahrhundert der Wohnbezirk halbiert wurde, indem man eine innere Stadtmauer entlang der schmalsten Stelle der Halbinsel zog, oder ob das erst 300 Jahre später geschah, lässt sich nicht zweifelsfrei feststellen (Näheres im Kapitel über die Stadtbefestigung).

### Byzanz
Bessere Zeiten brachten das 5. Jahrhundert. Die Stadt bevölkerte sich wieder. Die Gebäude, vor allem das Theater, wurden wiederhergestellt; ein Forum des Arcadius (395–408) wurde außerhalb des Haupttores angelegt. In frühbyzantinischer Zeit zählte man den Metropoliten von Side an zehnter, später an dreizehnter Stelle innerhalb des Patriarchats von Konstantinopel; fünfzehn Bischofsstädte unterstanden ihm. Im Rückblick erscheint diese vorübergehende Belebung als Scheinblüte, die von einem ökonomischen und administrativen Niedergang allmählich ausgetrocknet wurde.

Öfters hat die Forschung auf die Verheerungen durch die „Justinianische Pest“ verwiesen, die Mitte des 6. Jahrhunderts – 542 erreichte diese Beulenpest vom Nildelta aus Konstantinopel – in den Städten ausbrach und die wohl Millionen Menschen von Westeuropa bis Vorderasien ihr Leben kostete. Zuletzt wurde als exogener Wirkungsfaktor die so genannte „Kleine Eiszeit der Spätantike“ angeführt, wenige Jahre vor dem Pestausbruch ausgelöst von mehreren gewaltigen Vulkanausbrüchen. In der Folge wurde es kühler und feuchter, ungünstig für die Lebensmittelproduktion in der Landwirtschaft.
Mit dem Vordringen der Araber seit dem 7. Jahrhundert setzte der endgültige Verfall ein. Arabische Piratenangriffe machten die gesamte anatolische Mittelmeerküste zu einem Kriegsgebiet. Gleichzeitig versandete der Hafen. Die Einwohner fingen an, in das besser geschützte Antalya umzuziehen, das die Rolle Sides als die wichtigste Hafenstadt Pamphyliens übernahm.

## Die Anlage der Stadt

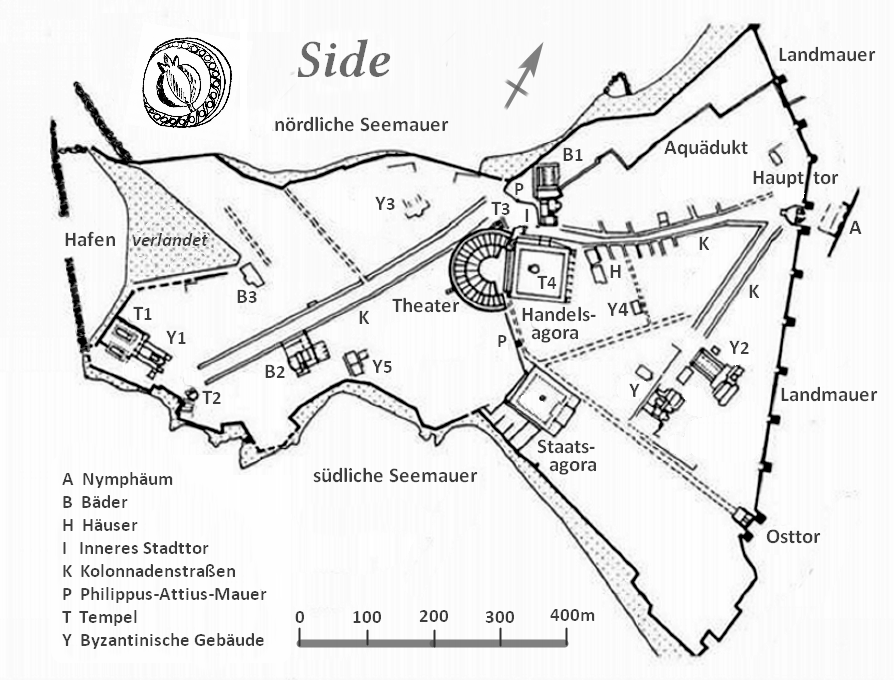
Stadtplan von Side in der Antike

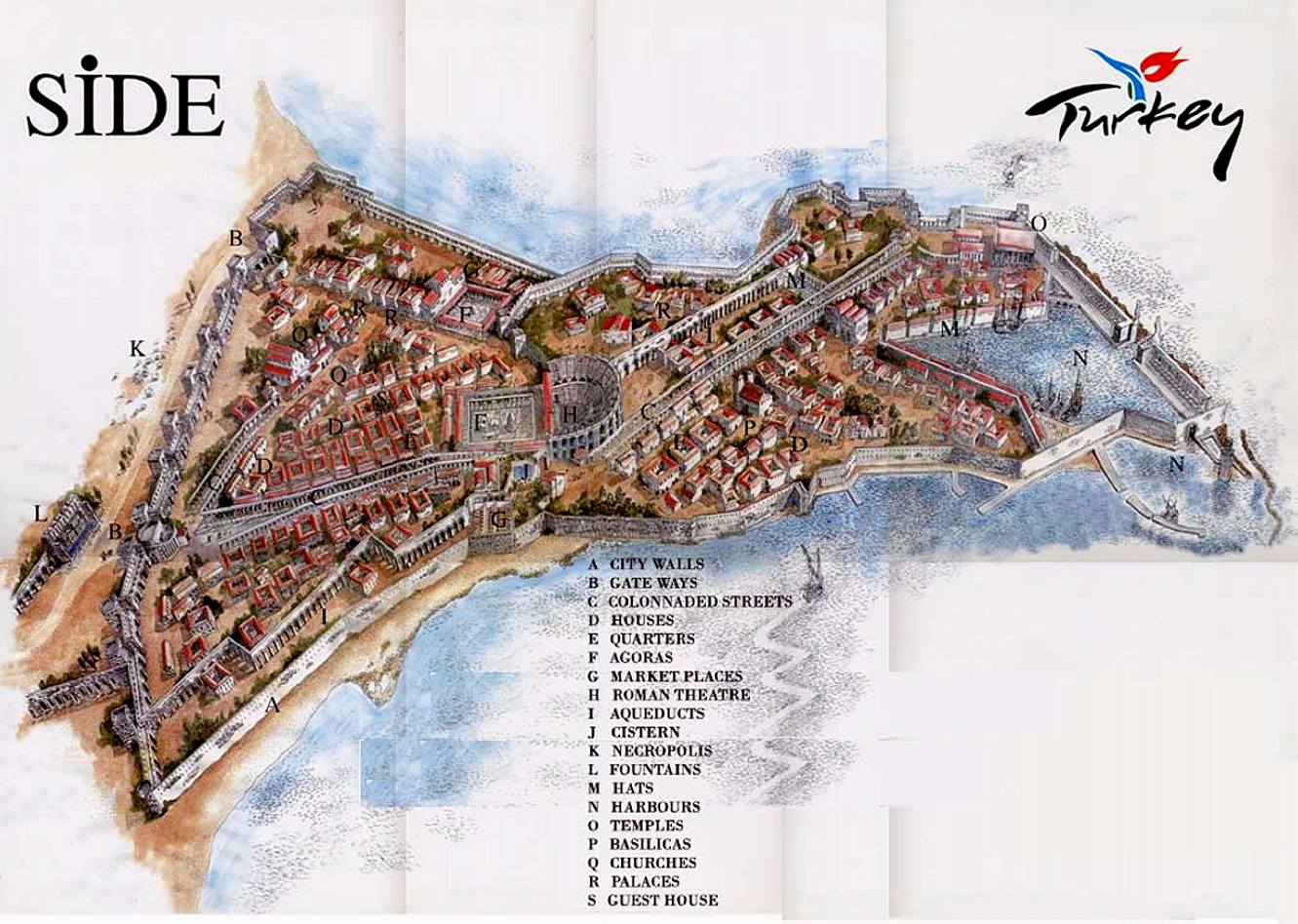
Rekonstruktion der antiken Stadt

Der Wohlstand und das gesamte urbane Leben der Stadt beruhten auf drei grundlegenden Voraussetzungen: Die Stadtbefestigung sicherte gegen Anfeindungen von außen; der Hafen war Tor des Handels und der Kommunikation und damit Umschlagplatz für Waren und Nachrichten; die Wasserleitung garantierte eine reichliche Versorgung mit dem lebenswichtigen Element. Erst auf dieser Grundlage konnte sich ein urbanes Leben entfalten, wie es für die römische Kaiserzeit charakteristisch ist: mit prächtigen Straßen und Plätzen, mit Geschäften, Läden und Tavernen, mit Brunnen und Bädern, mit dem Theater, mit Sport- und Bildungsstätten, mit aufwendigen Tempeln und – in christlicher Zeit – Kirchen. Die wichtigsten Gebäude wurden in Marmor errichtet, der über See transportiert werden musste, denn in der Nähe fehlen geeignete Steinbrüche.

### Die Stadtbefestigung

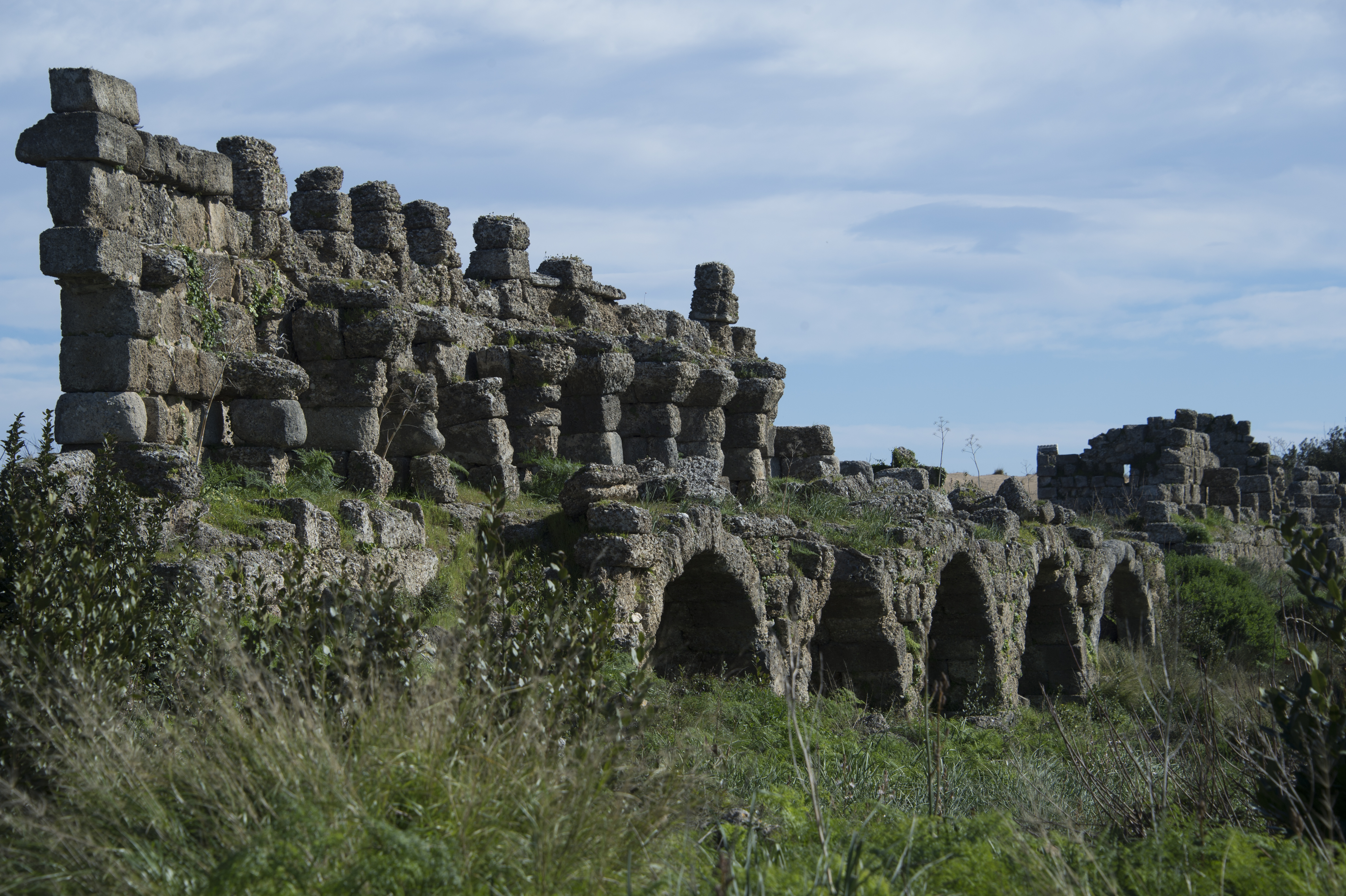
Landmauer von der Innenseite

Side benötigte wegen seiner flachen Lage starke Befestigungen. Die Landmauer, das Haupttor und das Osttor bildeten einen einheitlichen Befestigungsgürtel von etwa einem Kilometer Länge im Nord- und Ostteil der Stadt. Die Mauer ist teilweise bis zur ursprünglichen Höhe erhalten; im Süden ist sie von Sand verschüttet. Die Außenseite der Mauer besteht aus regelmäßigem Quaderwerk und ist ungewöhnlich mit einem reinen Ziergesims geschmückt. Die Innenseite ist in drei vorkragende Stockwerke gegliedert, so dass sich zwei Verteidigungsgänge bilden. Die gesamt Maueranlage gehört in die römische Periode, wahrscheinlich ins 1./2. Jahrhundert n. Chr. Die Seemauer entlang der Uferzone ist meist völlig zerstört, die Reste sind byzantinisch überformt.

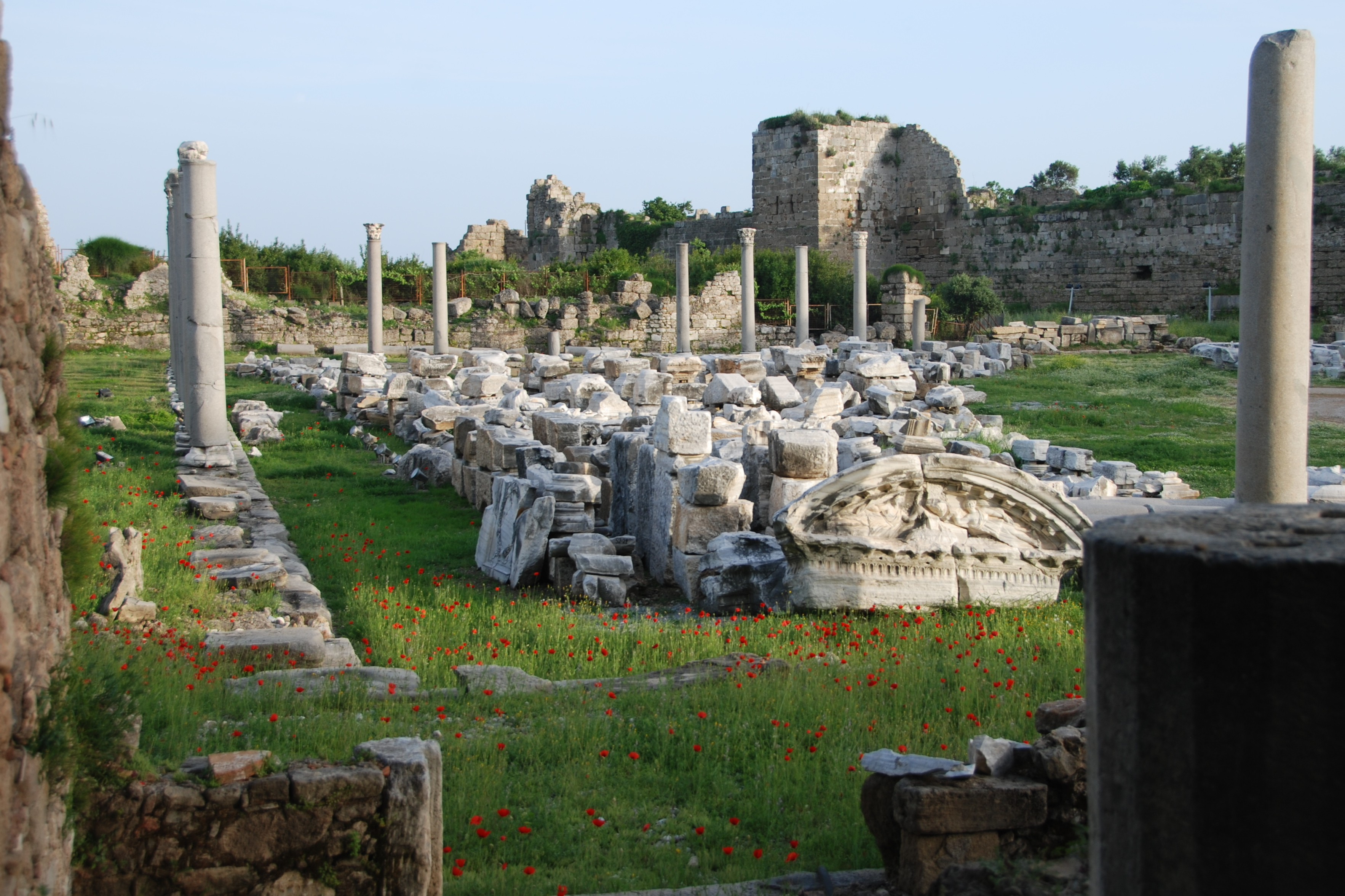
Blick über die Handelsagora auf die Philippus-Attius-Mauer

Es existiert noch eine zweite, etwa 350 Meter lange Mauer, die nach einer verbauten Inschrift sogenannte Philippus-Attius-Mauer. Sie verläuft in einer unregelmäßigen Linie an der engsten Stelle der Halbinsel, ist nachlässiger konstruiert als die Hauptmauer und zerschneidet die Stadt in zwei Hälften. Es wurden viele Versatzstücke aus anderen Gebäuden (Spolien) wie Säulentrommeln, Marmorblöcke usw. verbaut und von Ziegelsteinen und Mörtel ausgiebig Gebrauch gemacht. Vielleicht wurde sie im 4. Jahrhundert erbaut, als die Bergstämme aus dem Taurus mehrmals plündernd in Pamphylien einfielen. Das soll zum Niedergang der Stadt geführt haben, die sich erst langsam wieder erholte. Wie schriftliche Quellen berichten, war damals jedoch eine römische Legion in Side stationiert, und die Angreifer wurden jedes Mal zurückgeschlagen und vertrieben, bevor sie die Stadtmauer erreicht hatten. Clive Foss interpretiert die Mauer ebenfalls als Wehrmauer, datiert sie jedoch ins 7. Jahrhundert, als mit persischen und arabischen Angriffen zu rechnen war, vor allem durch arabische Piratenflotten. Möglicherweise stammt die Mauer auch aus noch späterer Zeit.
In den Jahren ab 2013 sollte ein Projekt des Deutschen Archäologischen Instituts eine zuverlässige Datierung sowie Aufschluss über die städtische Funktion der Mauer bringen. Dazu wurde die Mauer auf etwa ihrer halben Länge erstmals intensiv bautechnisch untersucht. Zutage trat eine unerwartet lange Bau- und Umbaugeschichte, mindestens von der frührömischen bis in die mittelbyzantinische Zeit.

### Der Hafen
Sides Reichtum beruhte auf den Erträgen seines fruchtbaren Landes und dem Handel. Die Bedeutung von guten Ernten für das Wohlergehen der Stadt kommt in mehreren Inschriften zum Ausdruck. Vor allem aber war Side eine bedeutende Hafenstadt, die eine große Flotte aus Handels- und Kriegsschiffen unterhielt, wie dies die weitläufige Zirkulation sidetischer Münzen mit Schiffs- und Hafendarstellungen nahelegt. In der nördlichen Bucht können kleinere Schiffe mit geringem Tiefgang und Boote vor Anker gehen, nicht aber größere Wasserfahrzeuge. Zur Abwicklung eines umfangreichen Seehandels legten die Bürger von Side daher an der Spitze ihrer Halbinsel einen künstlichen Hafen an. Sie gruben ein dreieckiges Becken und bauten davor eine Mole aus Konglomeratblöcken, über die sie die Stadtmauer zogen. Es gab zwei Einfahrten und einen Leuchtturm.
Das Hafenbecken hatte eine beträchtliche Größe: 25–30 Schiffe konnten, wenn sie längsseits am Kai festmachten, gleichzeitig Waren anlanden bzw. an Bord nehmen. Bei der Nordwestspitze wurde durch Molen ein zweites künstliches Hafenbecken mit einer Einfahrt geschaffen, das vermutlich vorwiegend als Kriegshafen genutzt wurde. In römischer Zeit war Side ein Stützpunkt der römischen Kriegsmarine. Östlich von dem großen Becken des „Kriegshafens“ gab es mehrere kleine Reeden für nicht allzu große Schiffe und Boote, unter anderem für die Fischer. Auf der Nordseite der Landzunge lagen wahrscheinlich auch die Docks und Werften, die Strabon erwähnt. Sides Häfen litten wie alle künstlichen Anlagen dieser Art unter fortwährender Versandung. Das Hafenbecken musste ständig gereinigt werden. Schuld an der Versandung des Hafens hat der Melas, der seine Erosionsmaterialien ins Meer spült und Sanddünen vor seiner Mündung aufhäuft. Bei Südostwind trägt der Wind den Sand in die Stadt und in den Hafen, so dass heute das Südostviertel der Ruinen von Side unter einer mehrere Meter hohen Sanddüne begraben liegt.
Side befand sich an einem Kreuzungspunkt der Seehandelsrouten zwischen Kleinasien, Zypern, der Levante und Nordafrika. Nach Westen gab es von Side aus zwei Seewege: eine Route ging der Küste entlang, eine andere quer durch den Golf zur Südspitze Lykiens, die man nur bei gutem Wetter riskierte. Eine weitere Seeroute verlief von Side zur Nordwestspitze Zyperns, nach Kap Akamas. Dies ist ein Teilstück der vielbefahrenen Seeroute Side – Alexandria, über die auch die intensiven Kontakte zwischen beiden Städten abgewickelt wurden. Die Bedeutung des Hafens geht auch daraus hervor, dass er in der 2. Hälfte des 3. Jahrhunderts n. Chr. als Nachschub- und Operationsbasis für die an den Römisch-Persischen Kriegen beteiligten römischen Truppen diente und Side deshalb den Ehrentitel „Nauarchis“ (Herrin der Flotte) erhielt.

### Die Wasserleitung

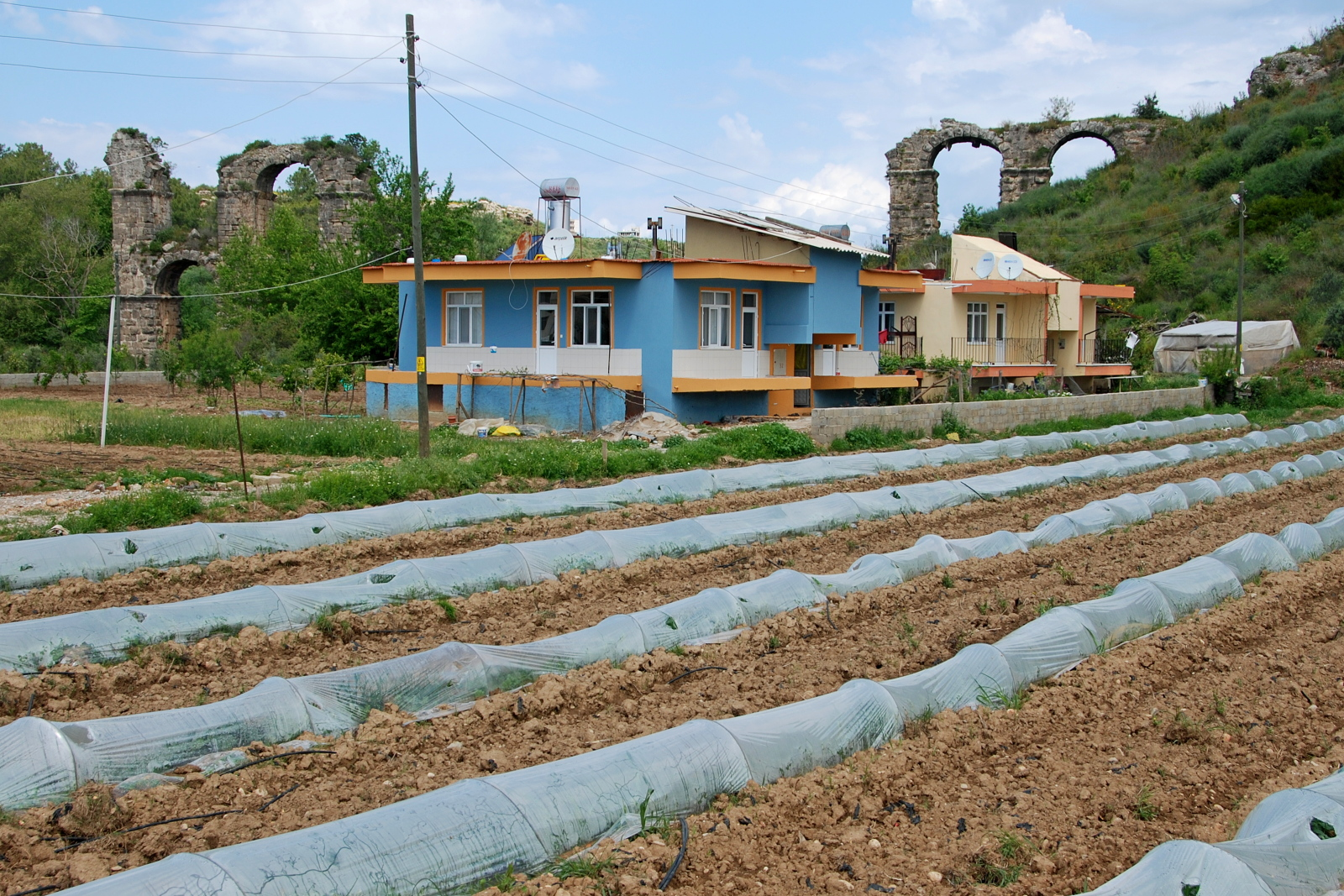
Akcay-Aquäduktbrücke

Die Fernwasserleitung ist gut erforscht, als Bauzeit wird die 2. Hälfte des 2. Jahrhunderts n. Chr. angenommen. In seinem oberen Lauf durchfloss der Melas-Fluss eine enge Schlucht, in der die Dulamnı-Quelle ans Tageslicht trat, mit einer Schüttmenge von 50 m³/s die stärkste Karstquelle der Welt. An diese Quelle schlossen die römische Ingenieure die Leitung an. Heute wird die Quelle vom Oymapınar-Stausee überdeckt. Man nutzte für den Transport des Wassers das natürliche Gefälle. Der Höhenunterschied zur Stadt betrug lediglich 36 m, die Luftlinie 25 km. Die Trasse konnte also nicht weiträumig Hügel umrunden, die Ingenieure mussten die Leitung auf einer möglichst gradlinigen Trasse führen. Sie wurde schließlich 30 km lang, mit einem durchschnittlichen Gefälle von 1,2 Promille, womit die römischen Ingenieure im unteren Bereich ihrer technischen Möglichkeiten blieben.
In der Schlucht wurden drei Aquäduktgalerien angelegt, in die Felswand gemeißelte tiefe, offene Rinnen. Rund 13 km mussten als Tunnelstrecke ausgebaut werden. Außerdem waren mehr als 20 Aquäduktbrücken von zum Teil monumentalen Ausmaßen notwendig, um die Melas-Seitentäler und Senken zu überspannen. Heute liegen deren Überreste in Flussnähe unübersehbar und malerisch in der Landschaft. Auch die Mundlöcher der Tunnel und die für den Vortrieb notwendigen senkrechten Schächte über der Tunneltrasse sind zum großen Teil auffindbar.
Kurz vor Erreichen der Stadtmauern gab es ein Verteilerbauwerk mit einer Abzweigung zum Nymphäum (siehe folgendes Kapitel) vor dem Stadttor. Der in die Stadt führende Zweig durchbrach in einiger Höhe die Stadtmauer und führte seitlich versetzt weiter bis in die Nähe des Theaters, wo das Wasser in einer großen Zisterne gesammelt wurde. Von dort aus wurden die Brunnen und Bäder der Stadt versorgt.

### Die Tore
Das Haupttor, heute hinter dem großen Parkplatz und dem Busbahnhof gelegen, führt die Besucher heute wie in alter Zeit in die Stadt: in der Mitte liegt wie in Perge ein halbkreisförmiger Hof mit einem Außen- und Innentor, flankiert von zwei großen Türmen der Stadtmauer. Die Reste befinden sich in einem schlechten Erhaltungszustand. Der Hof war reich mit Pfeilern, Nischen und Statuen in zwei Stockwerken ausgestattet: zahlreiche Architekturfragmente und die gefundenen Statuen werden im Museum ausgestellt.
Gegenüber dem Haupttor befindet sich – außerhalb der Stadtmauer – das Nymphäum (A), ein Gebäude wie das verwandte in Aspendos, doch prächtiger ausgestattet. Die Front dieses Monumentalbrunnens war 52 Meter breit. Die ursprüngliche Pracht der einstigen Marmorfassade mit zahlreichen Säulen, mit dekorativen Figuren und Reliefs ist heute verschwunden; das Bauwerk steht jedoch noch bis zur halben Höhe. Die Anlage bestand aus einer hohen, dreistöckigen Fassade mit vorspringenden Flügeln und umschloss ein großes Wasserbecken von zehn Metern Breite. Aus drei Nischen strömte das Wasser aus Marmorröhren in das Becken, vor dem sich weitere kleinere Becken befanden. Zwischen Becken und Tor lag ein großer, mit Steinplatten belegter Platz.

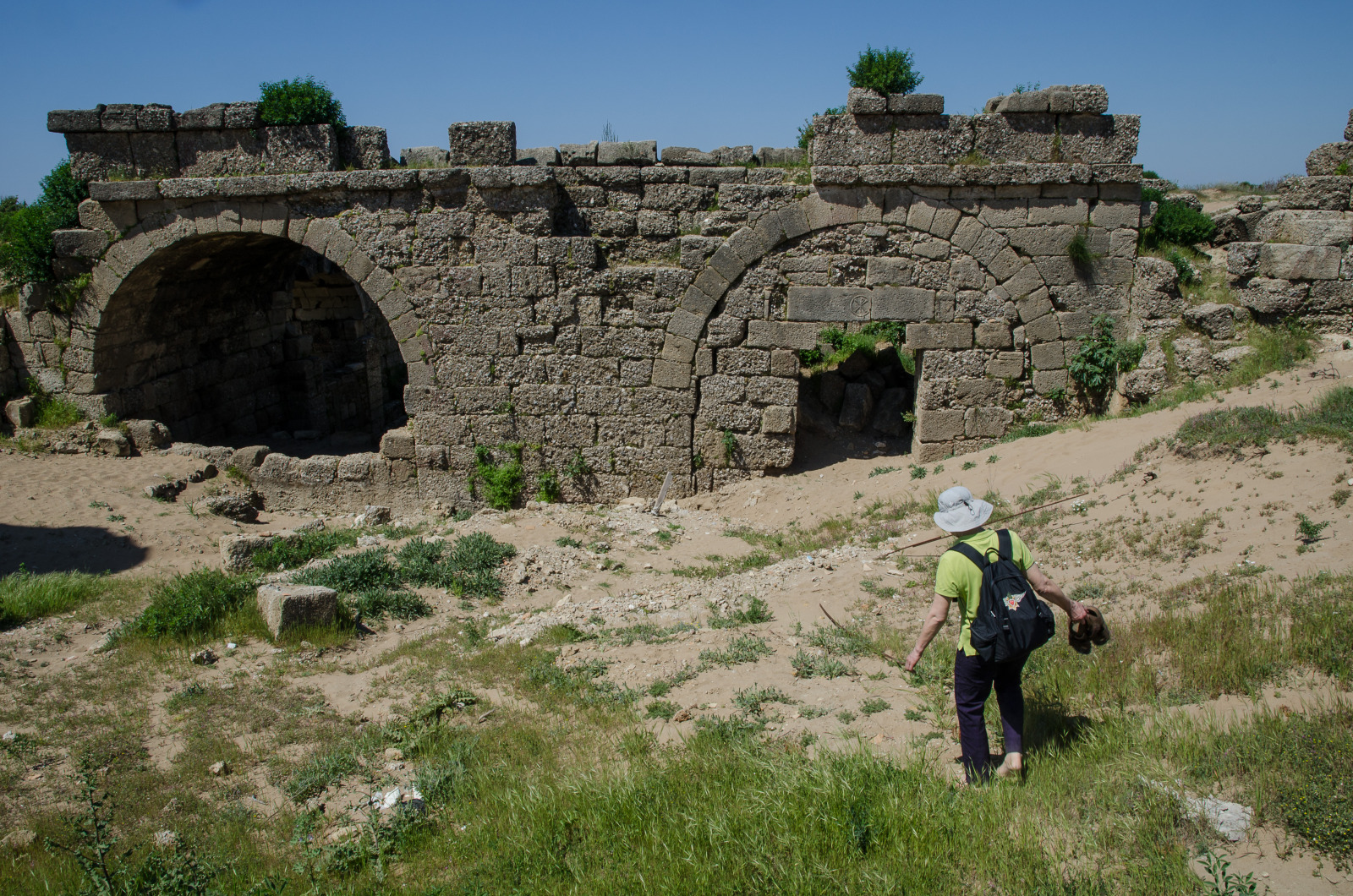
Die beiden Eingangsbögen des Osttores

In den 1960er Jahren wurde ein zweites Tor freigelegt, das sogenannte Osttor, das inzwischen sorgfältig untersucht wurde. Der Plan der Anlage unterscheidet sich vom Haupttor. Das Tor ist von der Außenseite durch zwei mit einem Tonnengewölbe versehene Durchgänge zu betreten, die von zwei rechteckigen Türmen flankiert sind. Man gelangt in einen etwa 17 × 17 m großen Hof, von dem aus drei weitere Durchgänge ins Stadtinnere führen. An den der Stadt zugekehrten Außenmauern des Hofes führen zwei Treppen zu den Wehrgängen bzw. zu einer Terrasse oder Attika. Dort wurde eine Reihe von Reliefs gefunden, die Waffen darstellen: Schwerte, Helme, Brustpanzer – möglicherweise die Wiedergabe erbeuteter Stücke. Sie bilden eine Art Fries und sind jetzt im Museumshof aufgestellt. In späterer Zeit (mindestens bis ins 7. Jahrhundert n. Chr.) wurde die Anlage mehrmals umgestaltet und zeitweise für private Zwecke verwendet.

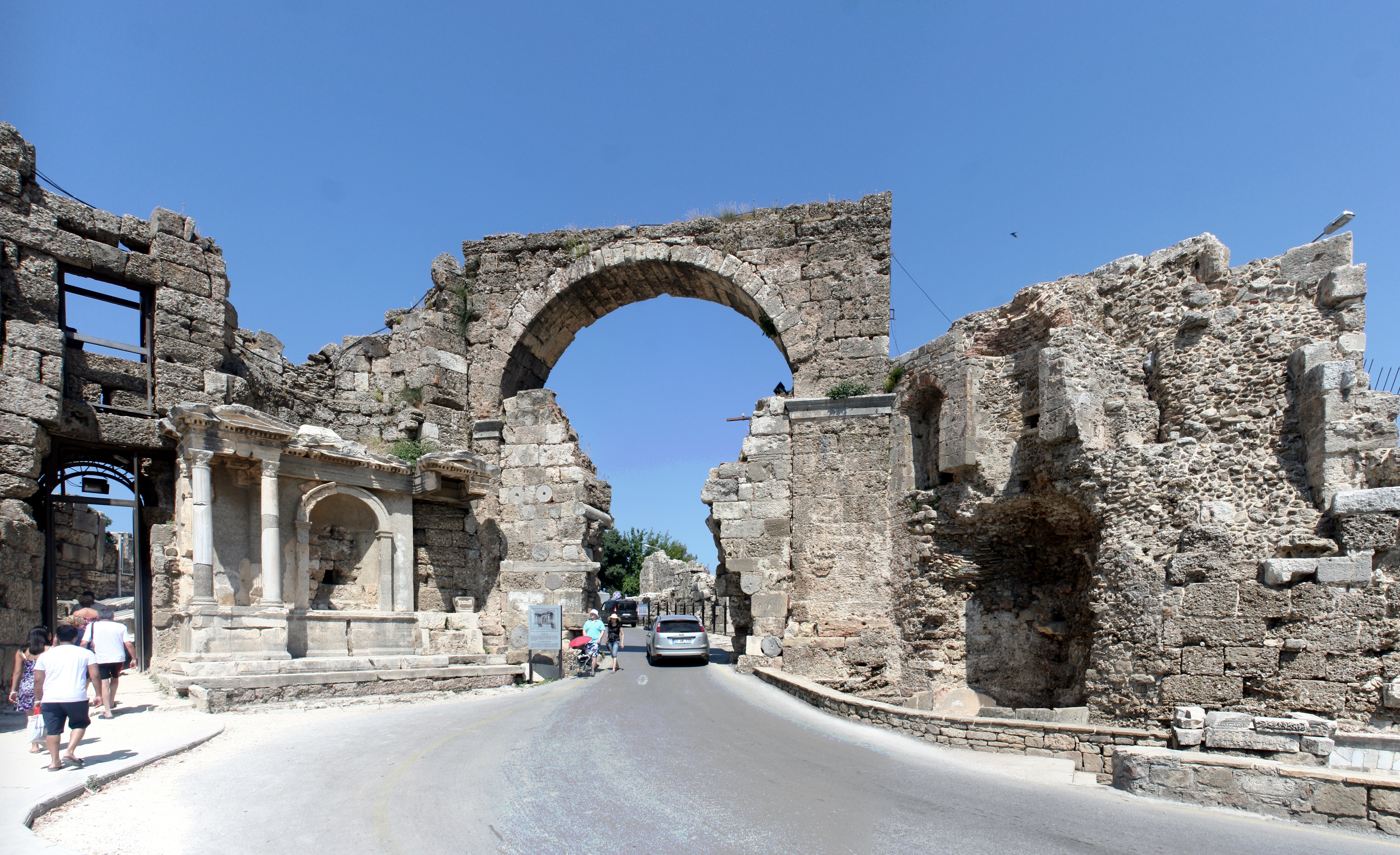
Der Bogen des Inneren Tores

Wo die Straße das Theater erreicht, überspannte sie in römischer Zeit ein hochgewölbter Bogenbau, der noch über eine Höhe von 12 Metern steht, das Innere Stadttor (I). Wahrscheinlich trug der monumentale Bogen ursprünglich eine Kaiserstatue mit einem Viergespann, denn Inschriften mit dem Namen Quadriga-Viertel fanden sich in der Umgebung. Als sich die Stadt verkleinerte, wurde dieser Bau Hauptzugang. Man füllte den Bogen mit Mauerwerk, durch das ein kleines Tor führte. Inzwischen hat man die Durchfahrt wieder etwas geöffnet, die zahlreichen Spolien in den Mauerresten, hier vorwiegend Säulentrommeln, führen vor Augen, dass aufgegebene Bauten ausgiebig als Steinbruch benutzt wurden.
Links neben dem Tor findet sich das Monument des Vespasian, das beim Bau der inneren Mauer von einer anderen Stelle hierhergebracht und von neuem als Brunnen verwendet wurde. In einer halbrunden Nische floss Wasser in ein kleines Becken, auf beiden Seiten befanden sich sogenannte Ädikulä mit je zwei kannelierten Säulen und einer Statue. Die drei Bauteile des Monuments waren von Simsen und dreieckigen Giebeln gekrönt. Rechts vom Tor, auf der gegenüberliegenden Straßenseite, sind die Überreste zweier weiterer Brunnen zu erkennen.

### Die Straßen und Gassen

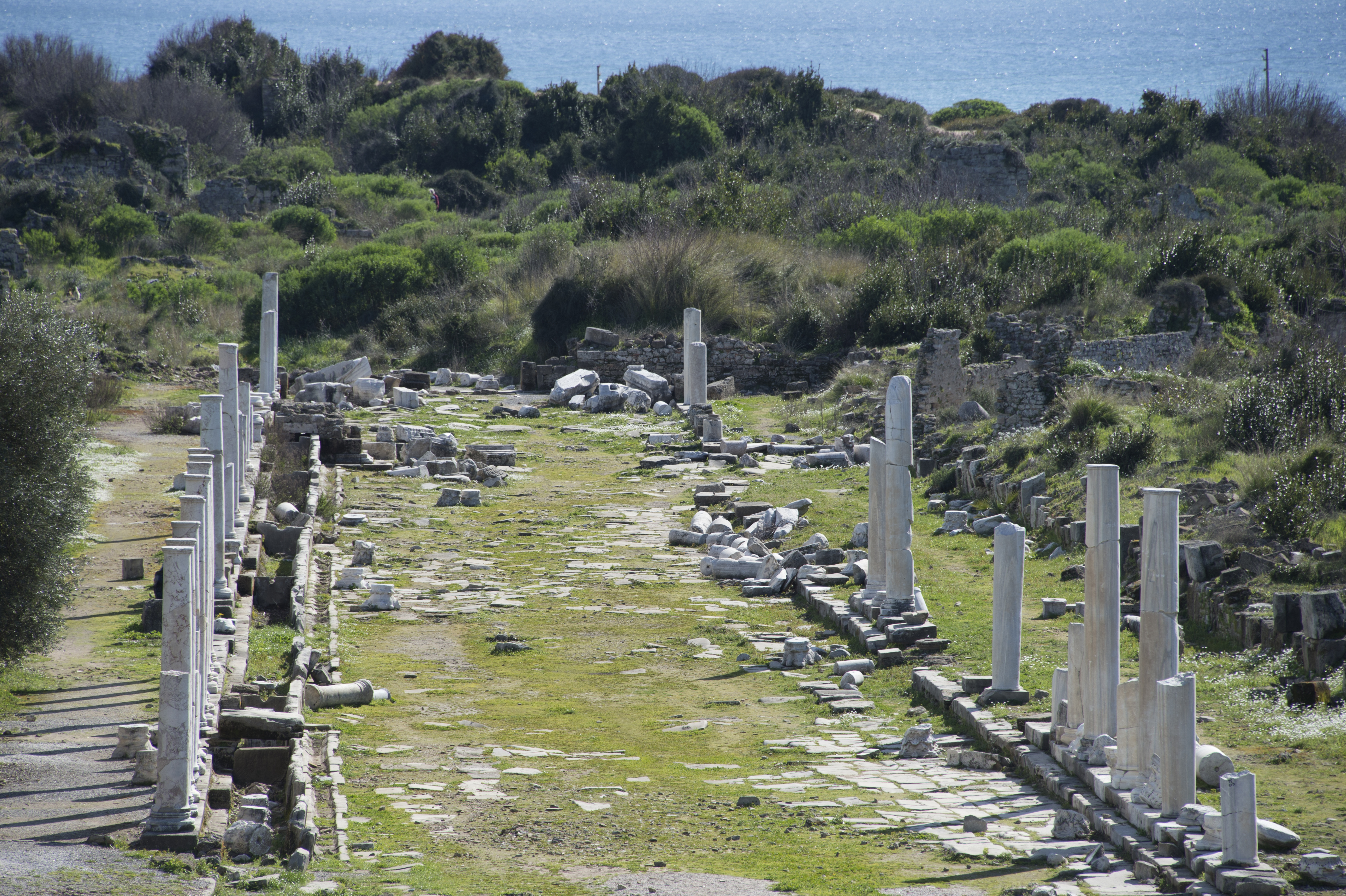
Blick auf die Kolonnadenstraße in Richtung Süden

Vom Haupttor führten zwei breite Kolonnadenstraßen (K) in die Stadt. Die eine zweigt nach links in südliche Richtung ab. Die marmorgepflasterte Straße war auf beiden Seiten von erhöhten Säulengängen (Kolonnaden) gesäumt, an denen sich Geschäfte reihten. Vor der östlichen Säulenreihe verlief ein schmales Wasserbecken, unter der Straße ein Wasserkanal.
Die zweite Säulenstraße, die Hauptachse, führte mit verschiedenen Knicken bis zum großen Platz zwischen den Tempeln am Meer. Auch sie war prächtig mit Säulengängen und Marmorpflasterung ausgestattet. Heute verläuft hier bis hinter das Theater die Autostraße. Auch hier sind einige Säulenstümpfe wiedererrichtet, und über ein längeres Stück wurden auf beiden Seiten die ehemaligen Läden freigelegt. Der hintere Abschnitt ist heute von Dorfhäusern überbaut.
Einige Meter vor der Handelsagora zweigt nach links eine Gasse ab, an der man die Grundmauern mehrerer privater Häuser freigelegt hat (unter anderem das Peristyl-Haus und das Konsolen-Haus), die über die Gasse mit der Kanalisation der Hauptstraße verbunden waren. Das zweistöckige Konsolenhaus verfügt über einen großen Innenhof (16 × 16 m), um den sich die Räume gruppieren.
Abgesehen von einigen breiten Hauptstraßen wurde das Stadtbild von schmalen Gassen bestimmt. Sie stießen in schiefem Winkel aufeinander, wie es für die Städte des Mittelmeers zu allen Zeiten charakteristisch war. Die von diesen Gassen umfassten Grundstücke, die Insulae, waren daher von unregelmäßiger Form.
Side war in Stadtbezirke eingeteilt, die ihren Namen bedeutenden Monumenten verdankten (zum Beispiel Quadriga-Viertel, siehe oben). Vier Stadtteile sind inschriftlich bezeugt. Sie spielten eine gewisse Rolle für die innere Verwaltung der Stadt.

### Die Plätze

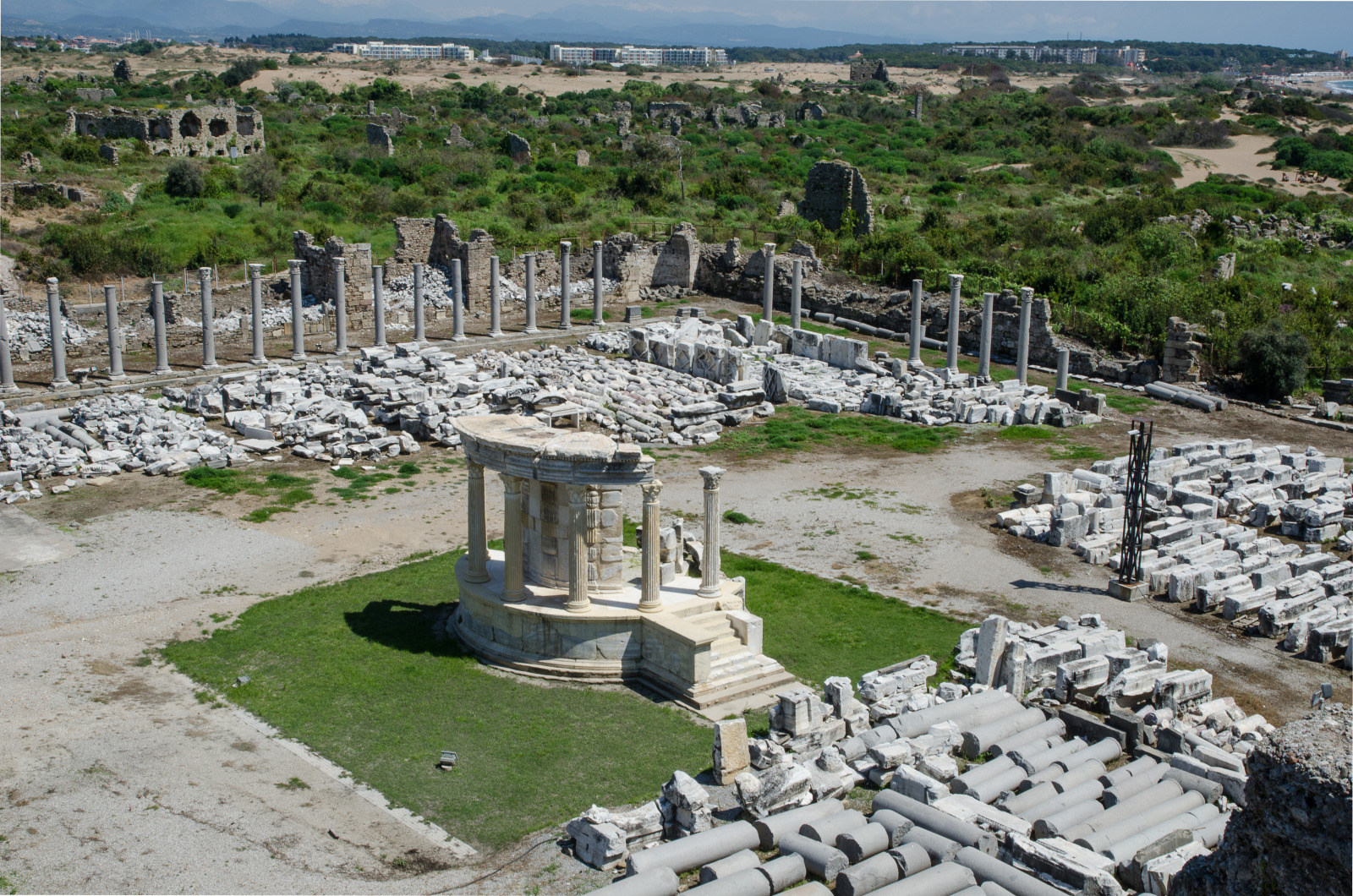
Handelsagora mit Tyche-Tempel

Unmittelbar vor dem Theater liegt die Handelsagora, der Marktplatz. Die offene Anlage von 65 Metern Seitenlänge war allseitig von Säulengängen mit einem flachen Holzdach umgeben, hinter denen sich die Läden reihten. Auf der Seite, wo sich die Stoa an das Bühnenhaus des Theaters lehnte, befanden sich sieben gewölbte Räume, von denen fünf ins Theater führten. Einige der Granitsäulen hat man wieder aufgerichtet, ansonsten liegen weitere Säulen und marmorne Architekturelemente geordnet auf fast dem gesamten – nun abgesperrten – Platz. Ihn betrat man von der Straße aus durch ein Monumentaltor, von dem nur die Grundmauern geblieben sind.

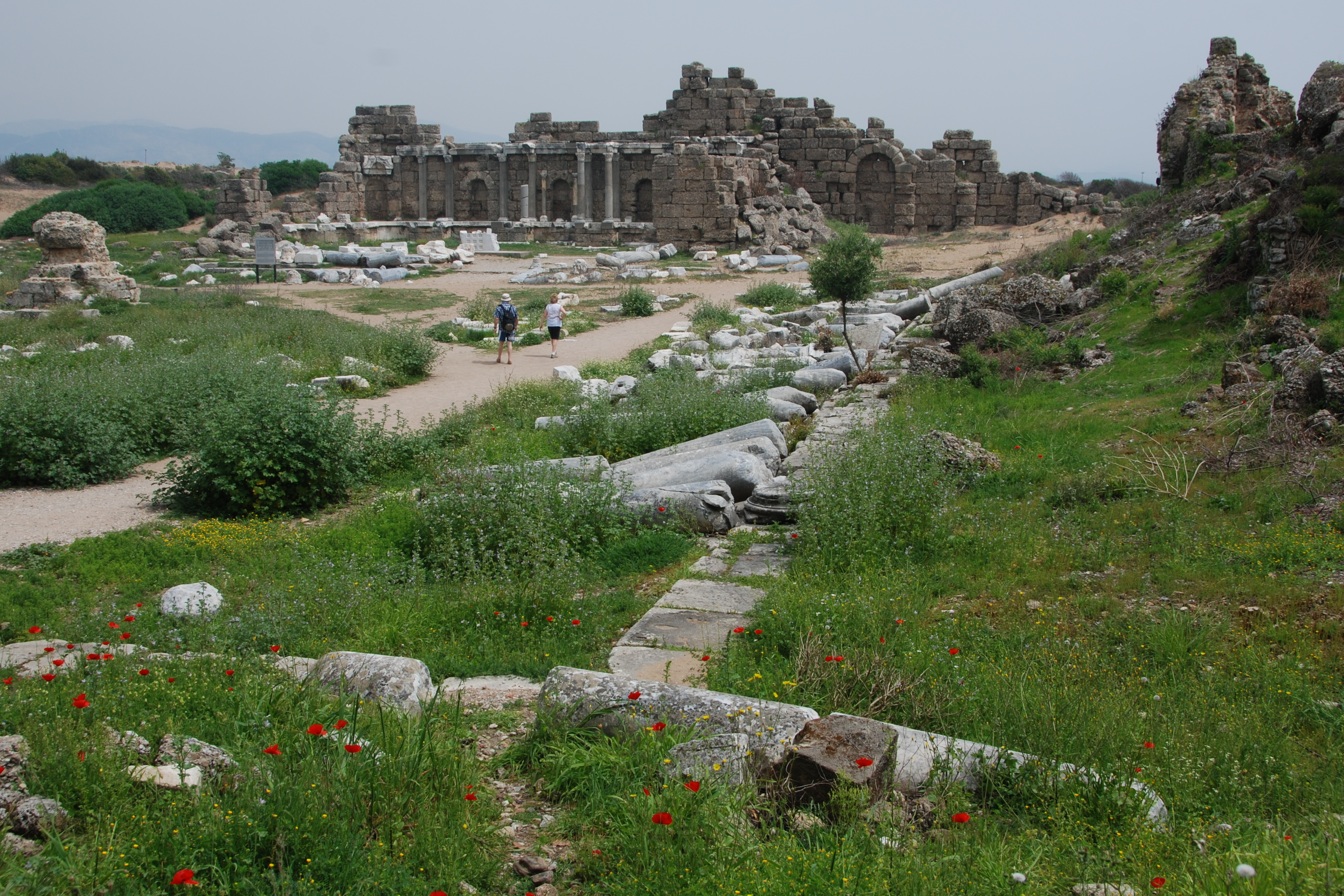
Die Staatsagora mit der Fassade des Kaisersaals

Der Marktplatz von Side diente wie in anderen Städten nicht nur als Einkaufszentrum, sondern auch als Treffpunkt der Bürger, die sich dort ihre Zeit vertrieben. Das Leben in der Antike spielte sich weitgehend außerhalb der Häuser ab; täglich war die Agora besonders in den Morgenstunden bevölkert. „Wenn die Agora besucht ist“ – das war im Griechischen der Ausdruck für die Vormittagsstunde. Nahe der Platzmitte sind die Reste eines runden Tempels zu sehen (T4, siehe unten). Ein halbrundes Latrinengebäude befand sich, angelehnt an die Stützmauer des Theaters, in der Südwestecke des Platzes. Unter den 24 Sitzen verlief ein Abwasserkanal, vor den Sitzen lieferte ein weiterer Kanal frisches Wasser für die Reinigung. Die Wände waren mit Marmorplatten unterschiedlicher Farbe verkleidet, das Tonnengewölbe mit einem Mosaik geschmückt. Zur Agora hin hatte dieser prächtige Bau eine große Nische für ein Standbild. Durch niedrige Türen konnte die Latrine nicht nur von den Passanten auf der Agora und der Säulenstraße, sondern auch von den Theaterbesuchern betreten werden.
Südlich der Handelsagora befand sich ein weiterer Platz ähnlicher Größe und Konstruktion. Mit der Handelsagora war er durch eine breite gepflasterte Straße verbunden. Die Südmauer der Agora mit der Stoa und den dazwischenliegenden Läden wurden beim Bau der Philippus-Attius-Mauer zerstört. In der Ecke zum Meer wurden dabei zwei kleinere Tore gebrochen.

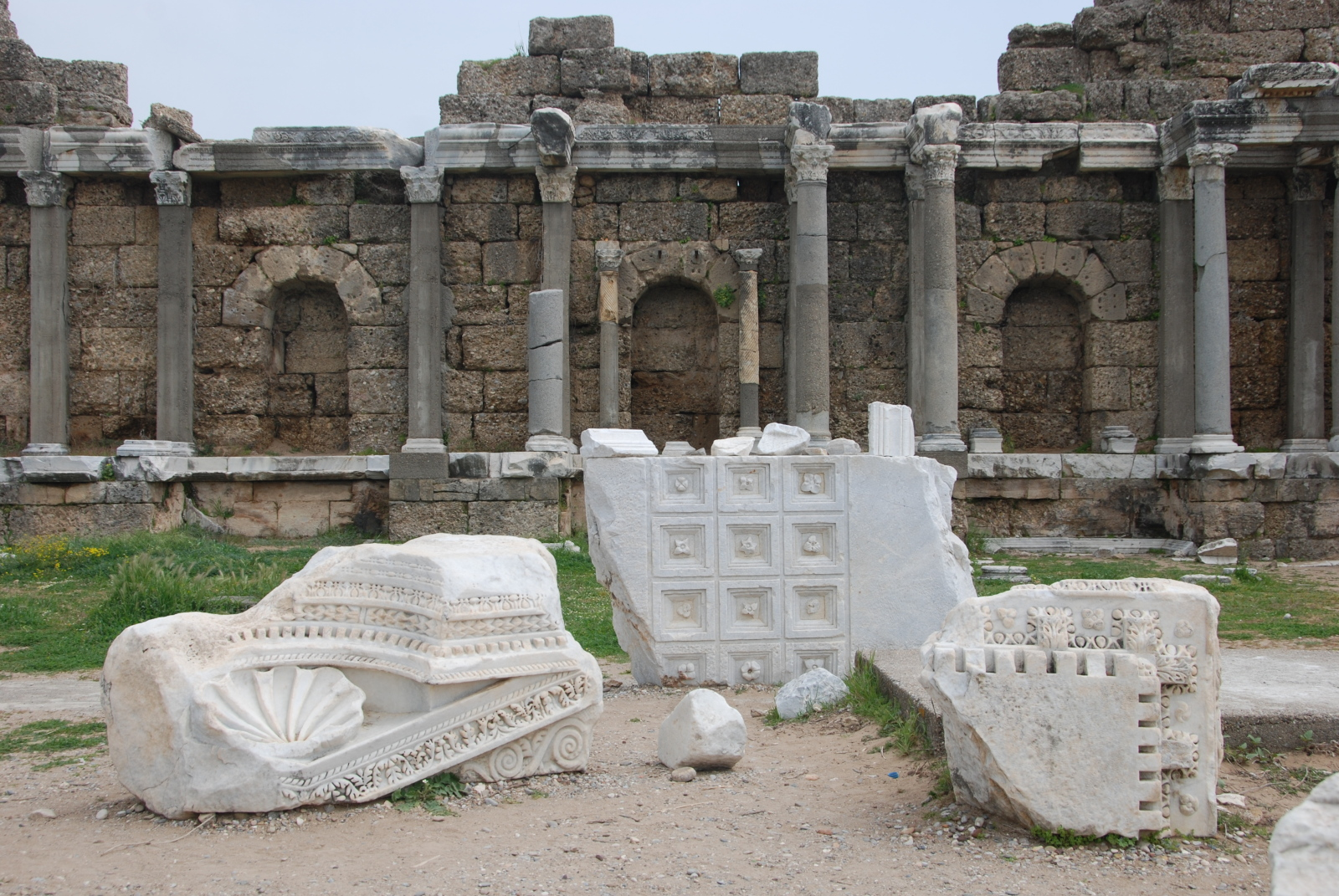
Fassade des Kaisersaals

Angelehnt an die östliche Seite des Platzes befindet sich ein größeres Bauwerk mit drei nebeneinanderliegenden Sälen, von denen der mittlere (26,45 × 15,20 m) größer ist als die seitlichen (19,5 × 15 m). Die Wichtigkeit des Saales wurde durch die vorspringende Säulenstellung des Hofes betont. Drei Wände waren auf zwei Geschossen äußerst reich mit Nischen und Tabernakeln geschmückt, in denen Statuen standen. Von der unteren Reihe konnten 20 überlebensgroße Exemplare zum Teil in gutem Zustand geborgen werden. Ausgräber A.M. Mansel interpretiert die Anlage als dem Kaiserkult gewidmeten Kaisersaal mit angrenzender Bibliothek bzw. Archivsaal, der davor liegende Platz könne als Staatsagora aufgefasst werden.

### Das Theater
Das Theater überragt alle Ruinen von Side und zählt zu den größten Kleinasiens. In seiner heutigen Form gehört es in die römische Zeit (2. Jahrhundert). Die Anlage des Zuschauerraums, der bedeutend über einen Halbkreis hinausgeht, ist der beste Beweis dafür, dass ursprünglich ein hellenistisches Theater an dieser Stelle stand. Auch wurden bei Ausgrabungen im unteren Zuschauerbereich zwei Stufen aus hellenistischer Zeit gefunden, die nun unter Glas geschützt sind.

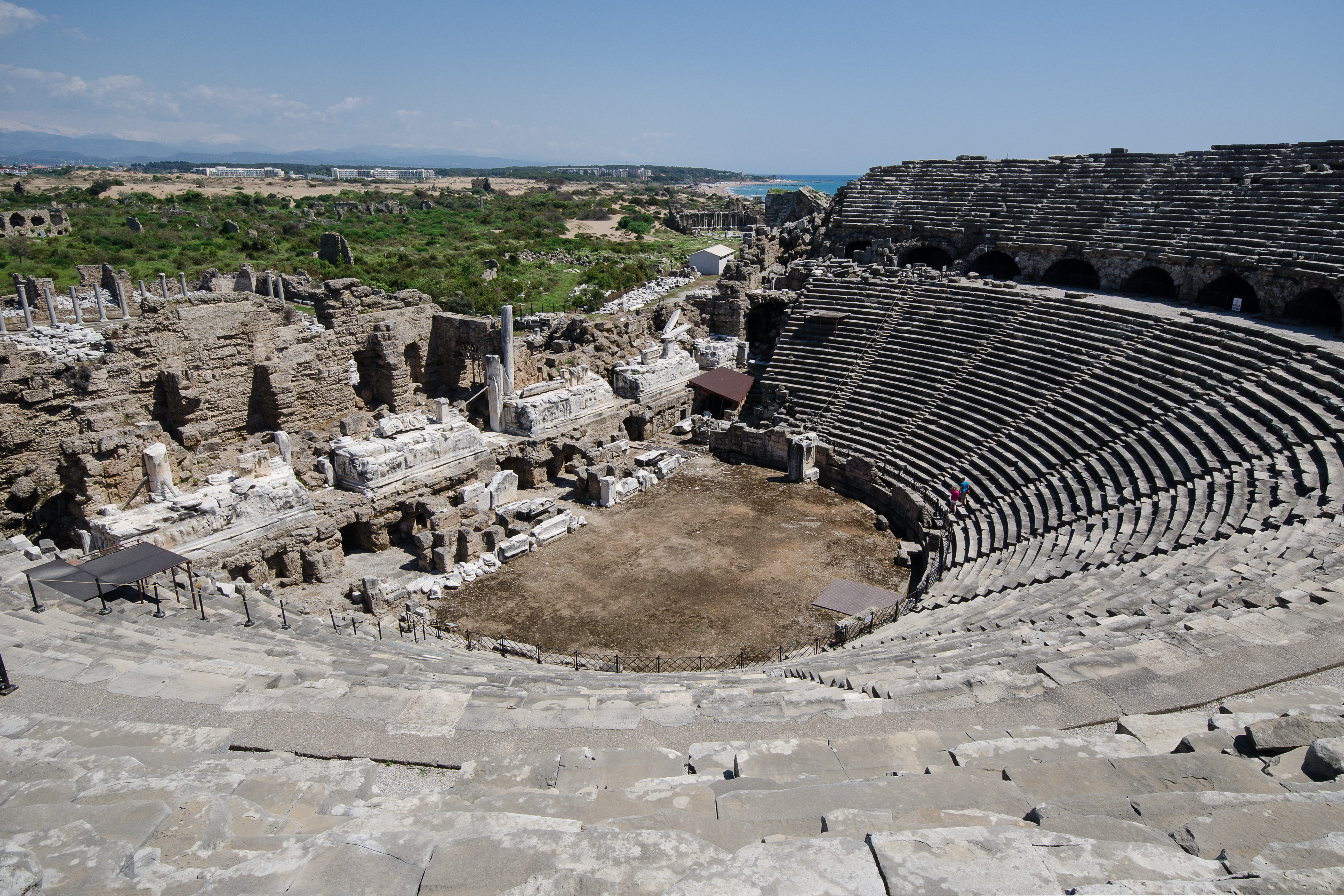
Blick vom oberen Rand des Theaters nach Osten

Da die Lage von Side eben ist, gab es keinen Hügel, in den das Theater hineingebaut werden konnte, wie beispielsweise in Aspendos. Eine leichte Steigung, die man hier vorfand, reichte kaum für die untere Hälfte des Zuschauerraums. Der Oberteil musste als riesiges Freigebäude errichtet werden. Dieser steht noch über 15 m hoch in zwei Stockwerken, ursprünglich war er noch zwei bis drei Meter höher.
Das Halbrund des Zuschauerbereichs, die Cavea, wird waagrecht in zwei Teile geteilt und fasste etwa 15.000 Menschen. Beide Teile hatten jeweils 29 Sitzreihen, in der oberen Cavea sind nur noch 22 erhalten. 12 Treppen unten und 25 oben, in Verbindung mit den Galerien der Tonnengewölbe, in denen sich auch Läden befanden, stellten sicher, dass das Publikum ebenso schnell seine Sitze einnehmen und die Spielstätte wieder verlassen konnte wie die Zuschauermassen in einem modernen Fußballstadion.

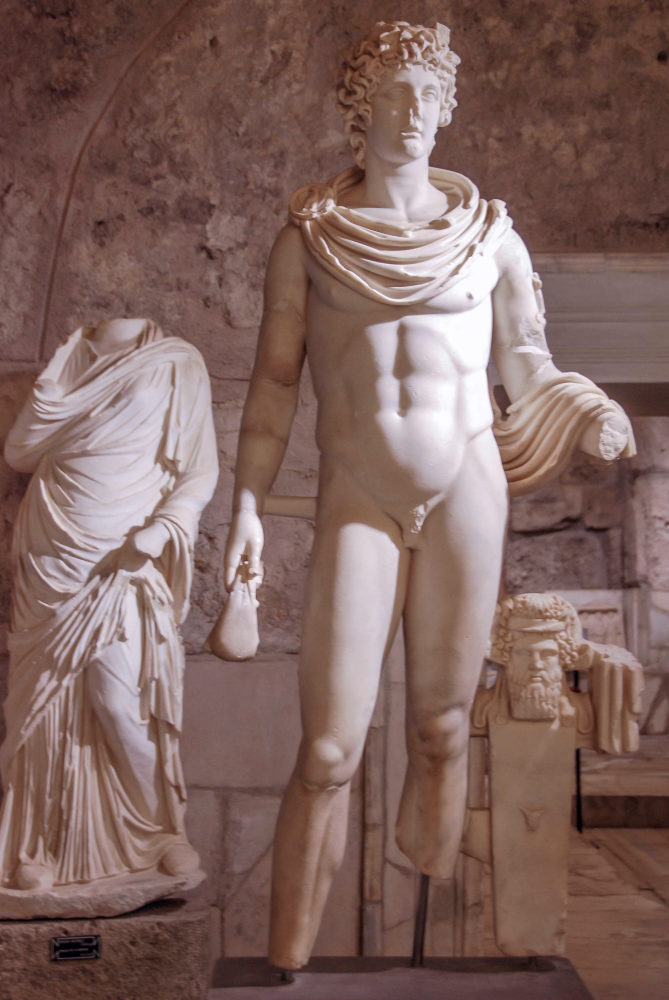
Statue des Hermes vom Vespasian-Monument (Museum Side)

Das Bühnenhaus war dreigeschossig, 63 m breit und war üppig mit Marmor verkleidet. Die Schauspieler agierten auf einer sechs Meter tiefen und drei Meter hohen Steinplattform, die vor der Bühnenfassade lag und von dort durch fünf Türen betreten wurde. Die Friese der ersten Etage des Bühnenhauses zeigten Reliefs aus dem Leben des Dionysos. Seitlich fügte man in byzantinischer Zeit eine christliche Kapelle hinzu, so dass eine Art Freiluftkirche entstand. Die sinnenfrohen Dionysos-Reliefs passten nicht mehr dazu und wurden abgemeißelt. Als die Stadt sich im 4. Jahrhundert neu strukturierte, wurde das Bühnenhaus in die neue Stadtmauer einbezogen.
Zwischen Bühne und Zuschauerrängen befindet sich der Halbkreis der Orchestra. Der Boden besteht aus gestampfter Erde, um die herum ein Wasserkanal verläuft. Das Regenwasser wurde über ein Kanalsystem abgeleitet. In spätrömischer Zeit baute man die Orchestra in ein Wasserbecken um, in dem Seeschlachten nachgespielt wurden. In Städten, die kein eigenes Amphitheater besaßen, traten im Theater neben den Schauspielern auch die Gladiatoren auf.
Nicht nur das Bühnenhaus des Theaters war üppig mit Reliefs und Skulpturen geschmückt. Wie auch andere Städte des Imperium Romanum war Side insgesamt ganz wesentlich von Statuen geprägt. Ein großer Teil der über 400 erhaltenen Skulpturen und Fragmente ist der sogenannten Idealplastik zuzuordnen, zeigt also Darstellungen von Göttern, Heroen oder Athleten; auch die Kaiser und verdienstvolle Bürger erhielten Standbilder im öffentlichen Raum. Diese wurden an unterschiedlichen Gebäuden innerhalb der Stadt gefunden, etwa dem Theater, dem großen Nymphäum am Stadttor, dem Monument des Vespasian oder dem sogenannten Kaisersaal. Allein dort fanden sich neun erhaltene Statuen von Göttern sowie fünf von Athleten. Überwiegend handelt es sich um Repliken bekannter griechischer Plastiken.

### Die Bäder

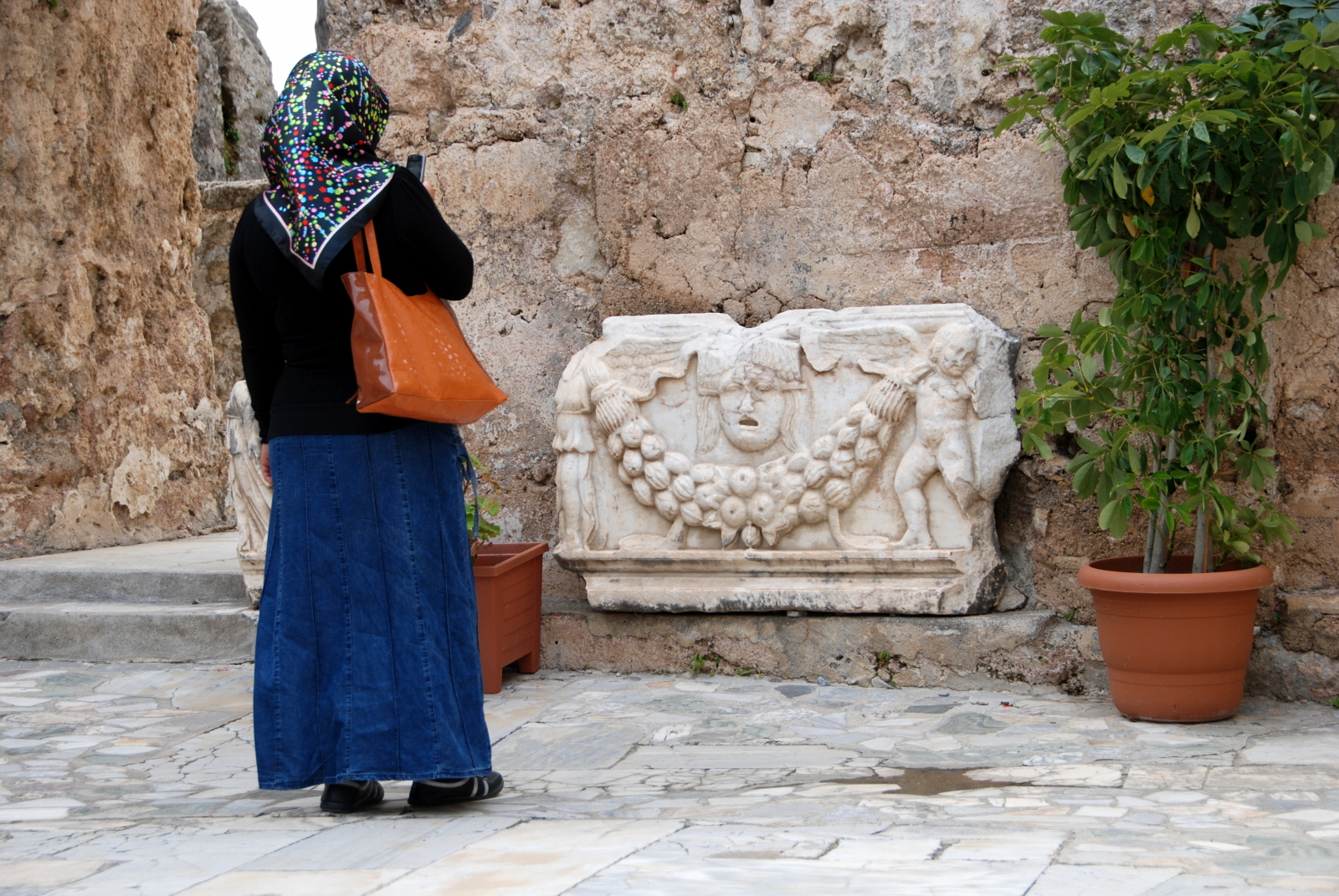
Museumshof

Das Agorabad (B1), das wahrscheinlich im 5. Jahrhundert n. Chr. erbaut wurde, liegt vor der inneren Stadtmauer, direkt gegenüber der Handelsagora am Rand der Säulenstraße. Die Ausgrabungen sind hier abgeschlossen und das Gebäude wurde restauriert. Seit 1962 wird es als Museum genutzt. In fünf Räumen unterschiedlicher Größe bietet sich ein eindrucksvoller Überblick über die in Side gefundenen Werke hellenistisch-römischer Kunst. Besonders bemerkenswert sind die im Kaisersaal geborgenen Statuen, Kopien klassischer Kunst, ebenso die reich geschmückten Sarkophage aus römischer Zeit. Zur Bucht hin liegt die Palästra, die sportlichen Übungen diente. Heute ist sie Museumsgarten mit zahlreichen Ausstellungsstücken.

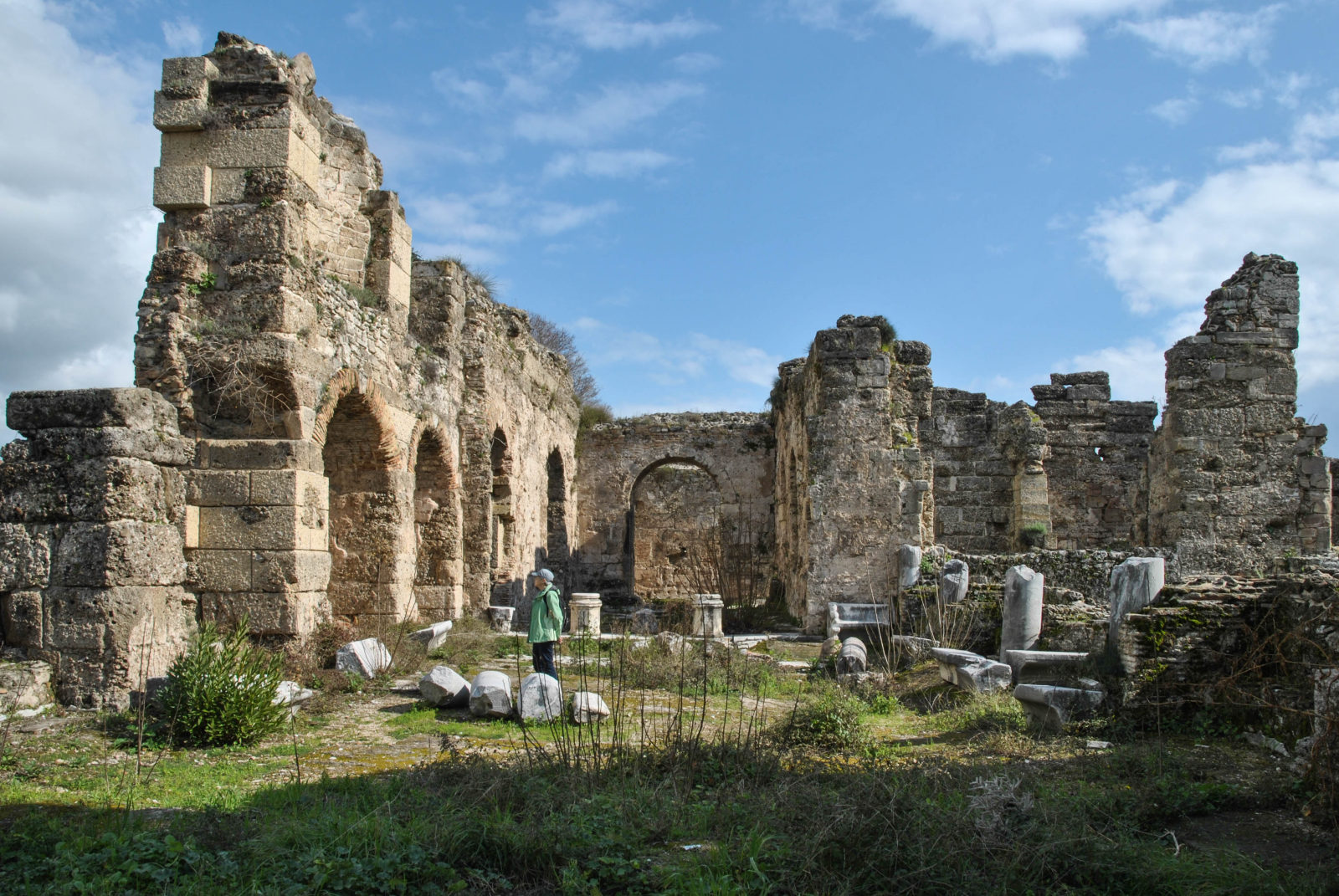
Die Ruine des Großen Bades

Das Große Bad (B2) befindet sich am Ostrand der südlichen Säulenstraße und war mit acht Räumen unterschiedlicher Fläche das größte der Bäder. Ein großer Teil der Mauern ist erhalten. Erkennbar sind zahlreiche Becken, das des Kaltraums (Frigidarium) hat eine Größe von 12,40 × 5,40 m. Wie in allen römischen Bädern wurden die warmen Räume über Hypokausten (Fußbodenheizung) beheizt, was indirekt an eingesunkenen Fußböden erkennbar ist. Das Bad wurde wahrscheinlich im 3. Jahrhundert n. Chr. erbaut und im 5./6. Jahrhundert n. Chr. restauriert. Dabei wurden einige Türen zugemauert und eine große Mauer eingezogen. Amtlich ist das Bad nicht zugänglich, kann aber vom daneben liegenden Hof eines Lokals aus betreten werden.
Das Hafenbad (B3) erhielt diesen Namen, weil es an der heute verlandeten Ecke des Hafens lag. Es bestand aus drei größeren Räumen und einer Reihe kleinerer. Das Bad wurde im 2. Jahrhundert n. Chr. erbaut und stellt damit die älteste Thermenanlage in Side dar.

### Die Tempel

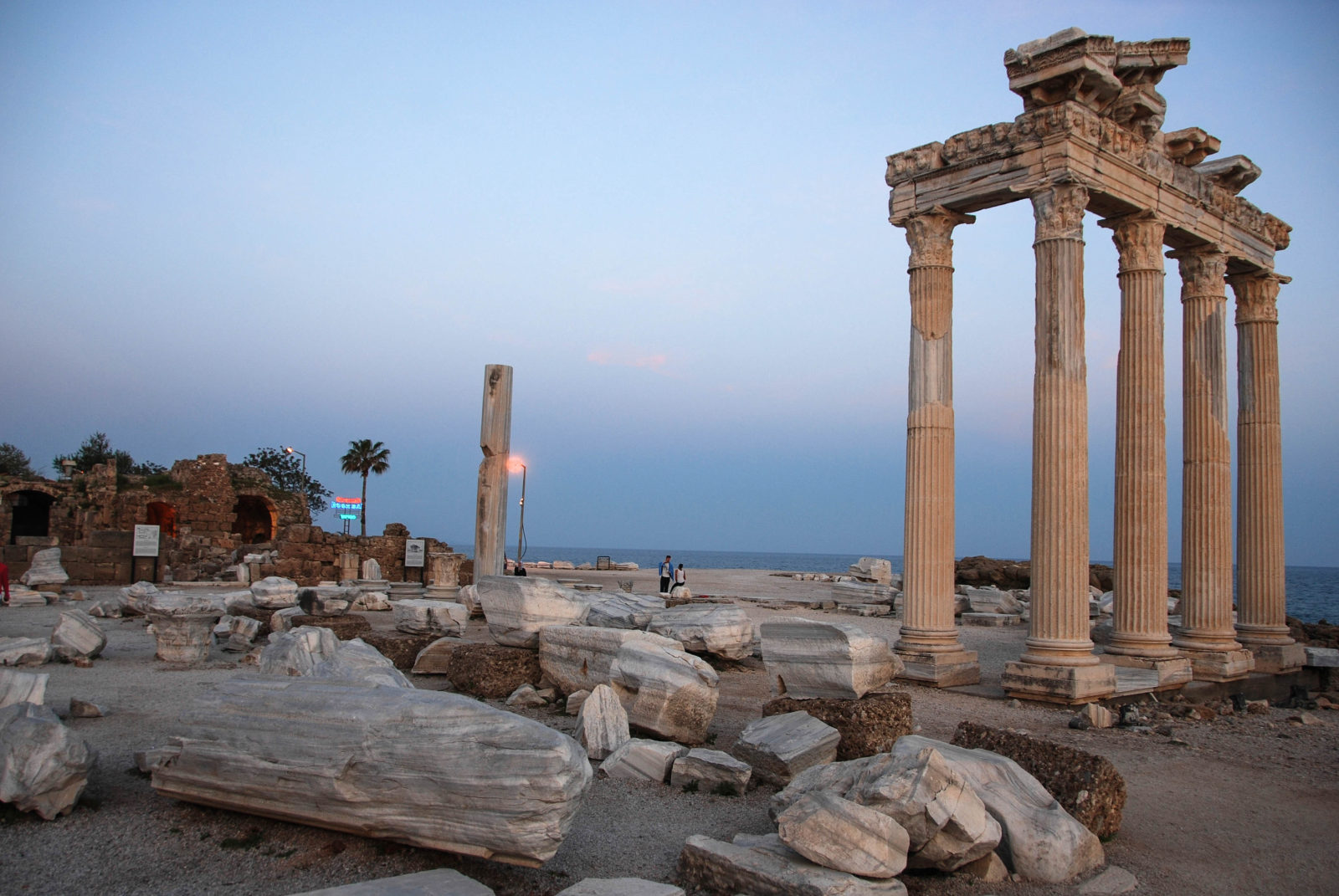
Die Ruinen der beiden Haupttempel

In römischer Zeit war das Bild jeder Stadt von zahlreichen Tempelbauten geprägt. In Side standen die beiden Haupttempel (T1) neben dem Hafen auf einer erhöhten Plattform, dicht am Meer. Mit ihren Säulenreihen, dem verzierten Gebälk und den Giebeln, allesamt aus hellem Marmor, müssen sie bei den heransegelnden Seeleuten einen nachhaltigen Eindruck hinterlassen haben. Ihr Erhaltungszustand ist schlecht, da die Zerstörung schon in byzantinischer Zeit begann und bis in die moderne Zeit fortdauerte. Ihre Konstruktion folgte dem verbreiteten Typus eines Peripteros: Eine gemauerte Zelle mit Vorraum war von einem Umgang mit Säulenkranz umgeben. Beide Tempel wiesen an den Schmalseiten 6, an den Längsseiten 11 kannelierte Säulen auf. Welchen Gottheiten die Tempel Sides geweiht waren, konnte weder durch Inschriften noch sonstige Funde eindeutig geklärt werden. Doch kann man diese Frage mit hoher Wahrscheinlichkeit für alle fünf Tempel Sides beantworten. Die beiden Haupttempel waren demnach den Hauptgottheiten der Stadt geweiht, der größere zum Hafen hin der Athene, der zweite dem Apollon. Bei der Restaurierung des besser erhaltenen Apollon-Tempels wurden fünf Säulen, Teile des Gebälks und eine Ecke des Giebels wieder aufgerichtet.
Vor den Haupttempeln, also zur Landseite hin, lag ein größerer Platz, auf den die Säulenstraße mündete. Nahe ihrer Mündung befand sich ein weiterer Tempel (T2) von ungewöhnlichem halbrunden Grundriss, der syrischen Vorbildern folgt. Eine breite Freitreppe mit 14 Stufen führte zur Plattform, vor der vier Säulen standen. Dahinter befand sich die gerade Wand der Vorderfront mit einer Tür. Der Innenraum war gewölbt. Aufgrund einer Büste im Giebelfeld vermutet man, dass es sich hier um einen Tempel des Mondgottes Men handelt, dessen Kult für Side durch eine Münze bezeugt ist.
Diese drei Tempel waren nicht die einzigen in Side. Beim Theater, wo die Säulenstraße rechtwinklig um die Ecke biegt, stand ein kleiner Tempel (T3), der sicherlich dem Dionysos geweiht war (vgl. das Dionysos-Fries am Bühnenhaus). Er wurde später als Laden genutzt. Von der Straße aus sind die Marmorblöcke des Podiums gut sichtbar.
Ein Rundtempel (T4) stand inmitten der Handelsagora. Die Plattform war über neun Stufen zu erreichen. Die Cella war ebenfalls rund und von 12 Säulen umkränzt, das Dach pyramidenförmig. Die Gesamthöhe betrug 15 m. Auf Münzen aus Side ist ein solcher Tempel abgebildet, was belegt, dass vor Ort der Kult der Tyche existierte und der Tempel der Schicksalsgöttin geweiht war. Auch ihn hat man teilweise wieder aufgerichtet.
Mit Sicherheit standen in Side noch weitere Tempel. Vor allem muss es eine Stätte für den Kaiserkult gegeben haben, dessen Priester häufig in Inschriften erwähnt werden. Nach Ausweis der Inschriften hat es in der Stadt auch mehrere Synagogen gegeben, deren Lage jedoch nicht feststeht.

### Die Nekropole
Außerhalb der Landmauer von Side liegt die ausgedehnte Nekropole. A. M. Mansel stieß bei seinen Ausgrabungen auf Grabformen verschiedener Art, von einfachen Erdgruben bis zu stattlichen Mausoleen. Diese gehören in der Hauptsache der römischen Kaiserzeit an, obwohl die Nekropole auch in byzantinischer Zeit stark benutzt und mit Grabmonumenten versehen wurde.

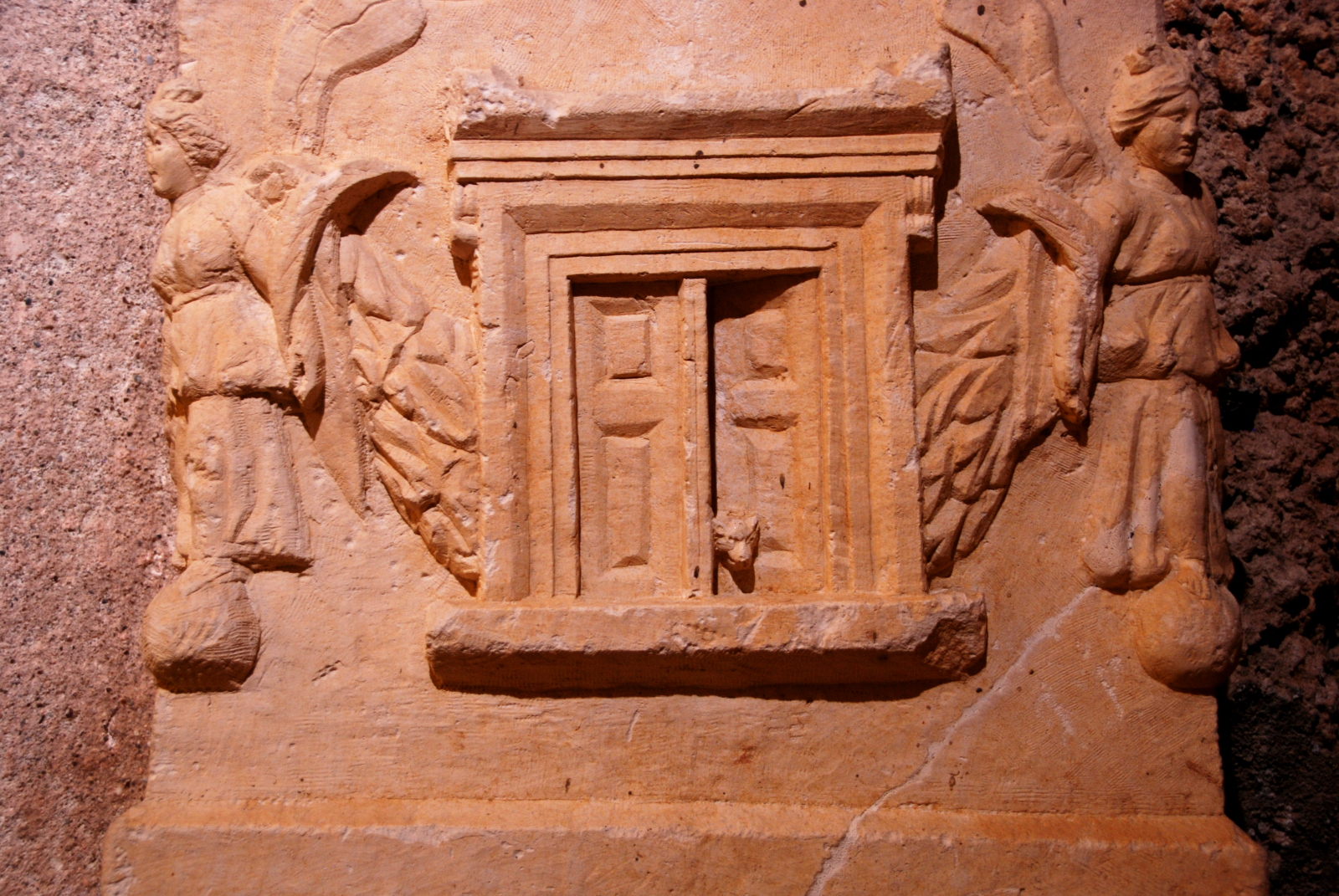
Schmalseite eines römischen Sarkophags aus Side mit Abbildung eines Portals, durch dessen eine Tür ein Hund seinen Kopf steckt

Hauptfunde sind die Sarkophage; mehrere Prunkstücke werden im Museum präsentiert. Besondere Erwähnung verdienen zwei Erotensarkophage, ein „pamphylischer“ neben einem attischen. Des Weiteren fanden sich Grabaltäre sowie diverse Fragmente einer größeren Grabtempelanlage.
In der Gegenwart ist fast die gesamte Fläche der Nekropole von Dünen überdeckt, aus deren Sandmasse nur wenige Mauerreste hervorstehen.

### Byzantinische Gebäude
Side war byzantinischer Zeit eine wichtige und dicht besiedelte Stadt. Als Sitz eines Bischofs erlebte die Stadt im 5. und 6. Jahrhundert n. Chr. einen letzten Aufschwung und besaß mehrere große Kirchen. Die Süd-Basilika (Y1) befindet sich unmittelbar beim Doppeltempel, der in den Vorhof (Atrium) zumindest teilweise integriert wurde. Während die Nordmauer des Innenhofs mit sieben gewölbten Nischen noch aufrecht steht, wurde die südliche Mauer nur teilweise ausgeführt. Der Innenraum ist dreischiffig bei einer Größe von etwa 35 × 25 m. Am östlichen Ende schließen mehrere Seitenräume an. In einer späteren Zeit wurde in diese große Basilika, die inzwischen verfallen gewesen sein muss, eine kleine Kirche gesetzt, die noch zum größten Teil erhalten ist.
Eine zweite, monumentale Basilika befindet sich an der zweiten Säulenstraße, etwa 200 m entfernt von Haupttor. Sie ist wohl als Bischofsbasilika (Y2) und die sich anschließenden Bauten als Bischofspalast aufzufassen. Sie hatte drei Schiffe von rund 37,50 m Länge. An diese Basilika, die zum größten Teil aus Spolien früherer römischer Architekturen erbaut ist, schließen sich wichtige Bauten an. Darunter ein monumentales Baptisterium, bestehend aus drei Räumen, die untereinander verbunden und deren Wände reichlich mit eckigen und halbrunden Nischen ausgestattet sind. Im Süden schloss sich eine Anzahl aneinander gereihter Räume an (Y) und auf der gegenüberliegenden Seite der Säulenstraße eine weitere, kleinere Kirche.
Die dritte große Basilika (Y3) befindet sich in der Nähe des Theaters, zwischen Säulenstraße und nördlicher Seemauer. Nur die östliche Fassade ist erhalten. Da das Gelände nach Westen abfällt, standen offenbar die Aufbauten dieser Seite auf mächtigen Subkonstruktionsräumen, die heute vom Uferweg aus sichtbar sind.
Neben diesen Sakralbauten sind auch einige Gebäude profaner Nutzung freigelegt worden. Bemerkenswert ist vor allem ein rechteckiger Bau östlich der großen Säulenstraße, der in zwei Stockwerken gut erhalten ist (Byzantinisches Hospital Y4). Die fünf nebeneinanderliegenden Räume sind tonnengewölbt, an den Wänden finden sich zum Teil Fresken. Im 6. Jahrhundert n. Chr. ließ Kaiser Justinian I. in Side ein Krankenhaus errichten; vermutlich handelt es sich um diesen Bau. Des Weiteren steht nahe der südlichen Seemauer ein gut erhaltenes Haus (Y5) in Teilen noch aufrecht. Es nimmt eine ganze Insula der Größe 35,50 × 14,50 m ein und besteht aus einem großen Vorhof und den dahinter liegenden Räumen, die mit Ziegelgewölben überdacht sind.

## Bildergalerie

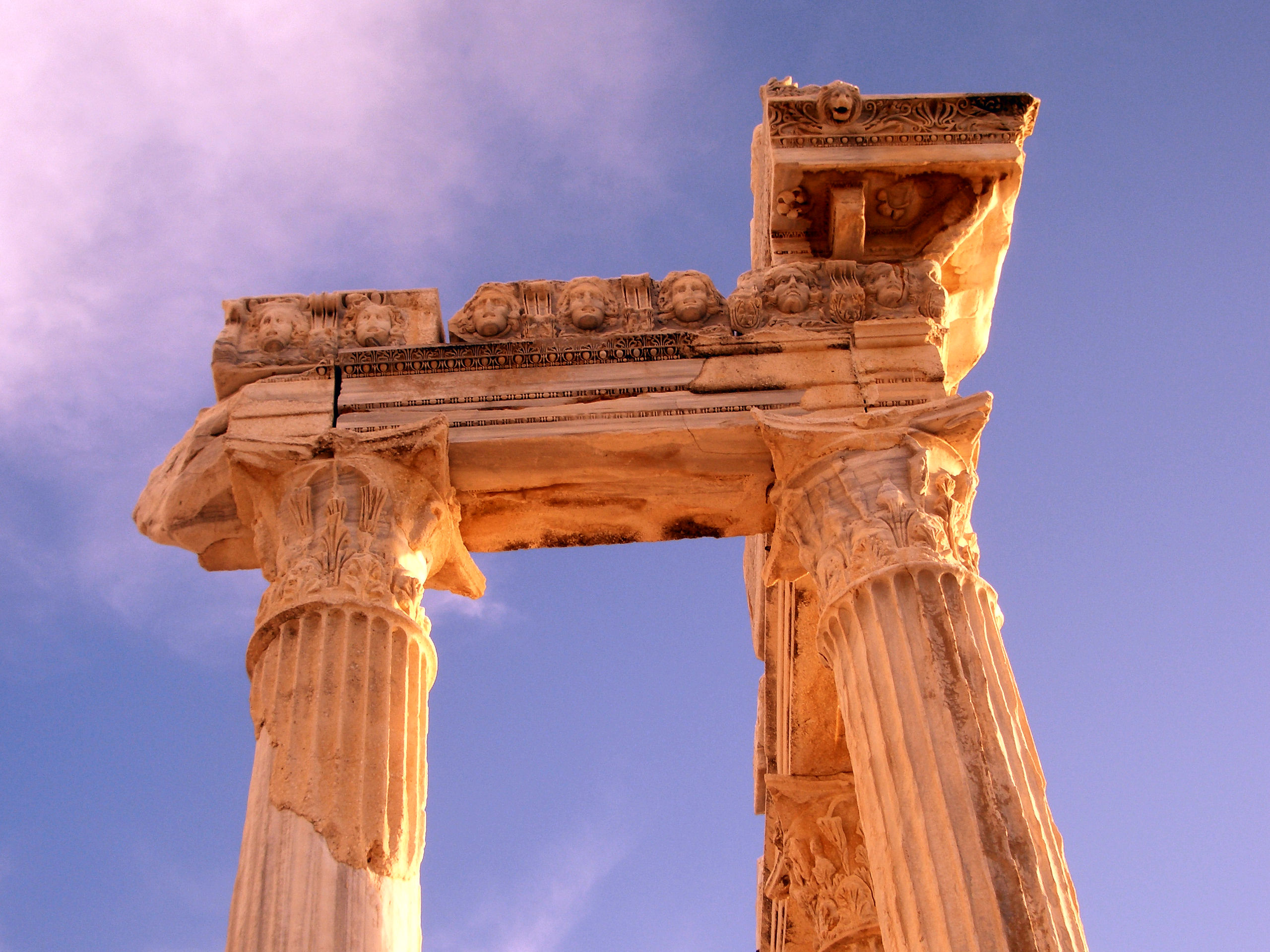
Der Apollon-Tempel beim Sonnenuntergang
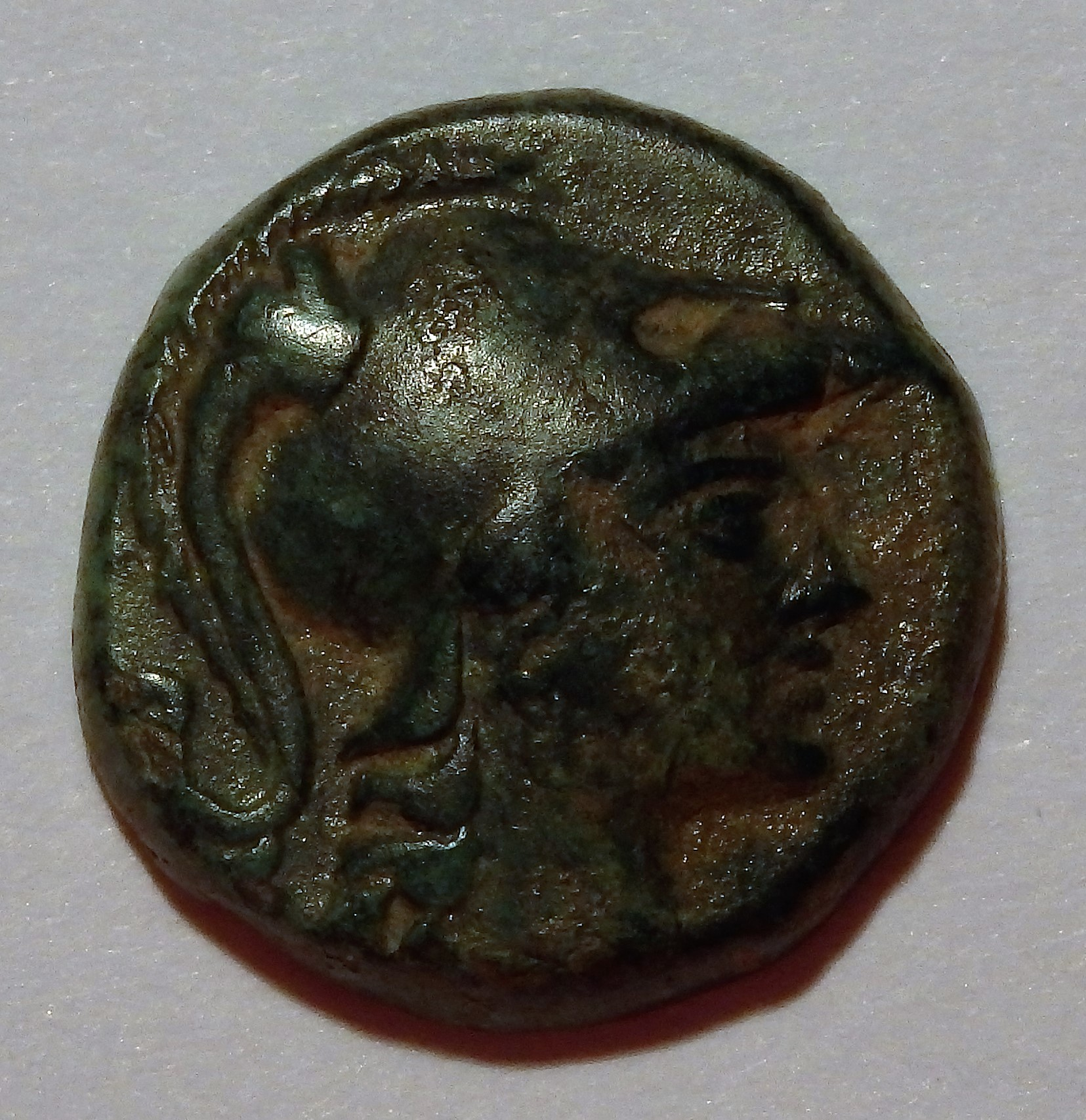
Bronzemünze aus Side, 1. Jahrhundert v. Chr., Athenakopf
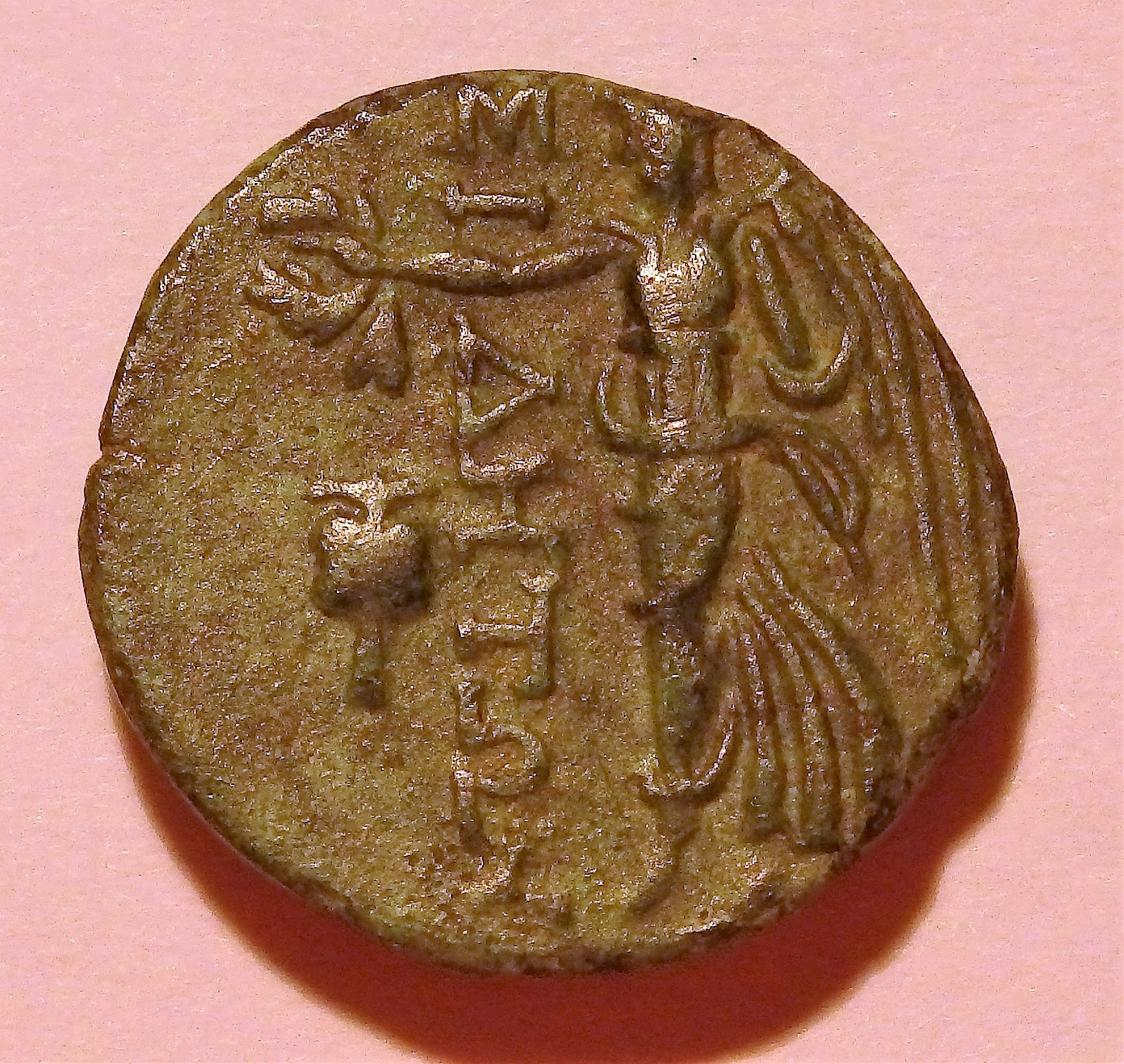
Rückseite: Nike mit Siegeskranz und Granatapfel
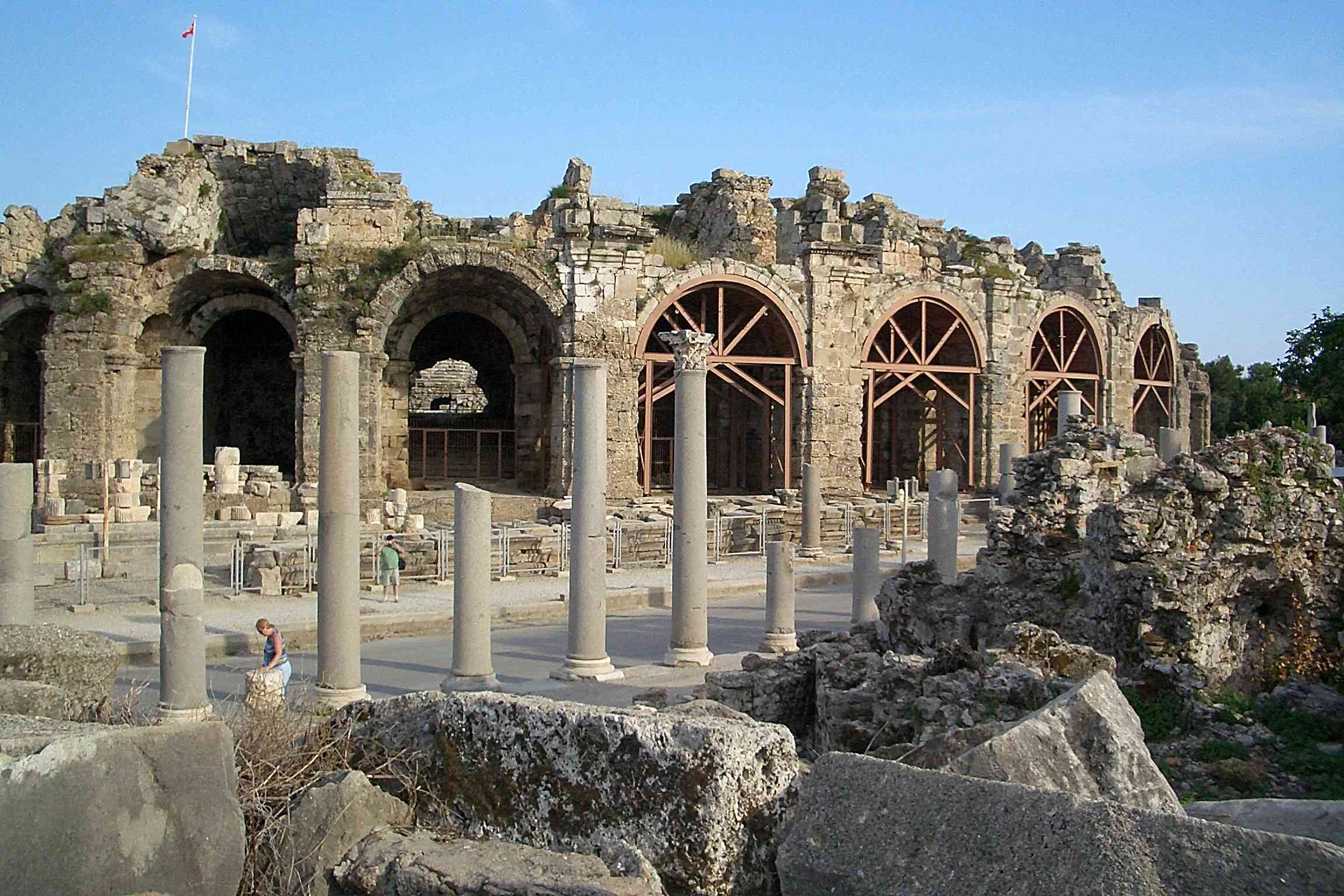
Theater, Außenansicht
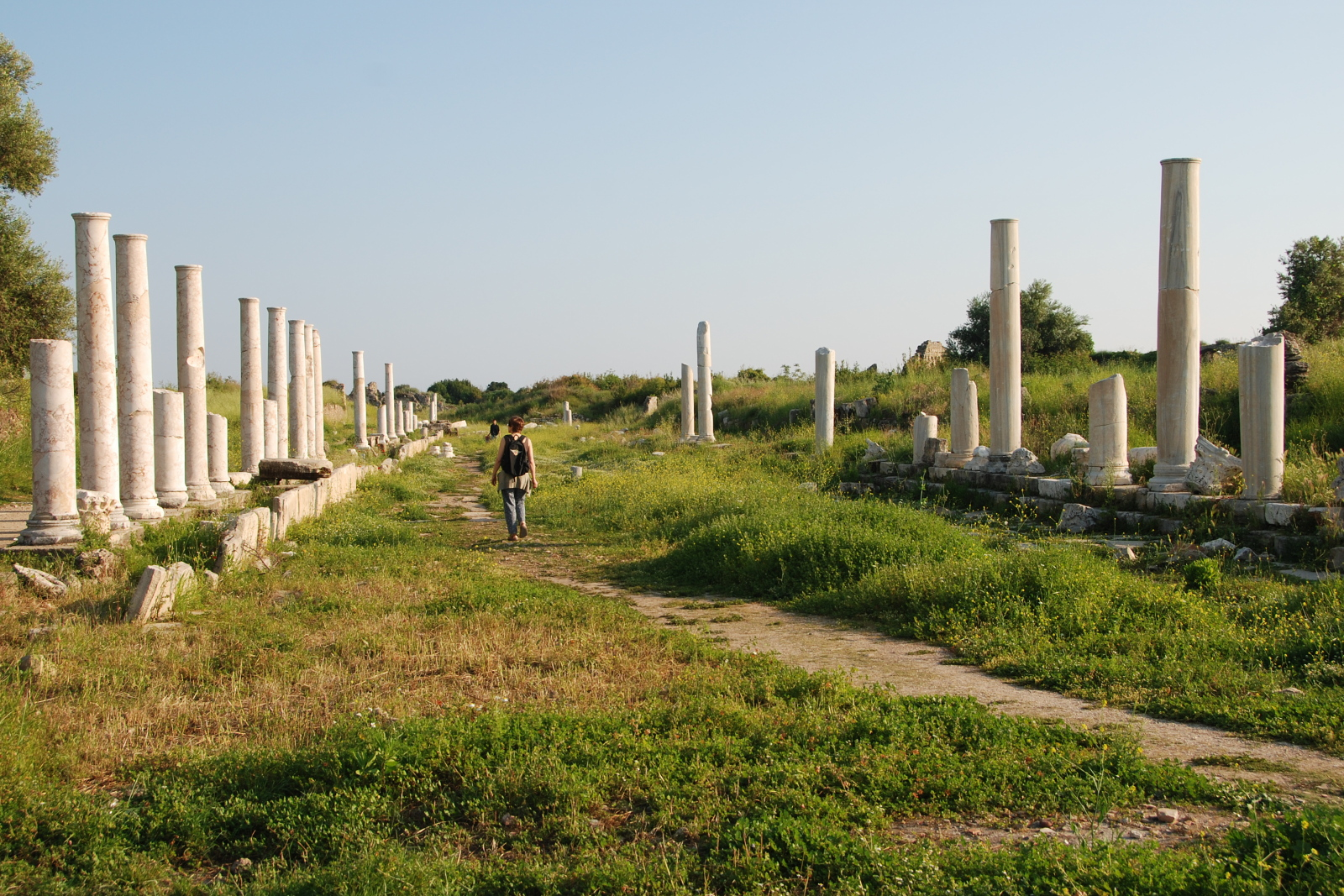
Säulenstraße Süd
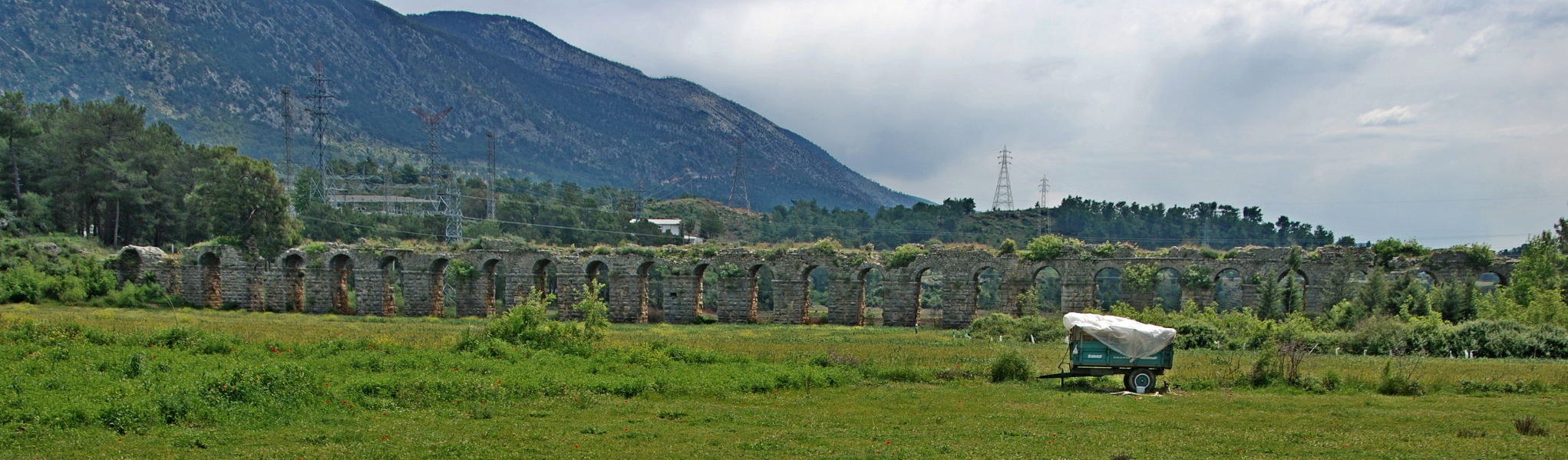
Yüksekkemer-Aquäduktbrücke